# Ledesma (Salamanca)
Ledesma es un municipio y localidad española de la provincia de Salamanca, en la comunidad autónoma de Castilla y León. Se distingue como el núcleo de población más importante del norte salmantino y se considera la capital o centro de servicios de la comarca de la Tierra de Ledesma. Pertenece al partido judicial de Salamanca y a la Mancomunidad de Municipios de la Comarca de Ledesma.
Desde el año 2018 pertenece a la asociación Los Pueblos Más Bonitos de España.
Su término municipal está formado por localidades de Cuadrilleros de los Dieces, El Cerezo, Estacas, Estaquillas, Frades de Santa María, La Sagrada, La Samasa, Ledesma, La Vadima, Muchachos, Nóguez, Pelilla, Zorita, Aldeagutiérrez, Cuadrilleros, El Casar, La Riverita, La Samasita, Santa Marina, Santo Domingo y Zafroncino, las ocho últimas despobladas. Cuenta con una población de 1517 habitantes (INE 2024).
Se sitúa justo en el extremo centro norte de la provincia de Salamanca, lindando con la zamorana comarca de Sayago, con la que comparte paisaje, historia, cultura y tradiciones. En su término predomina el paisaje natural adehesado, compuesto por extensas llanuras salpicadas de pequeñas elevaciones y el inicio de los desniveles que origina a su paso el río Tormes que, más adelante, llegando a Portugal, dan origen al espacio natural protegido del parque natural de Arribes del Duero.
El casco urbano se asienta sobre una muela granítica de ingente tamaño, situada a una altitud de 780 m s. n. m. Dista 35 km de la ciudad de Salamanca, la capital provincial, 55 km de Zamora y 84 km de Ciudad Rodrigo, las principales ciudades de su entorno. Su estratégica situación, su fácil defensa y los evidentes restos arqueológicos existentes, indican que su primer asentamiento pudo haber sido un castro prehistórico. Más evidente es su pasado romano, época en la que estuvo situado en la frontera norte de las Hispania Ulterior Lusitania, bajo la denominación romana de Bletis, de la que deriva su actual nombre de Ledesma. Su repoblación definitiva se produjo en el 1161 cuando Fernando II de León otorgó el fuero de la villa, lo que la convirtió en un notable centro político, económico y de comunicación de las tierras del reino de León. La villa cuenta con un rico patrimonio arquitectónico y etnográfico, consecuencia directa de su largo devenir histórico. Por este motivo, la villa fue declarada conjunto histórico-artístico en 1975, además de contar con otros bienes de interés cultural como el Puente Mocho, la iglesia de Santa Elena, la iglesia de Santa María la Mayor y la fortaleza. Además, existen notables muestras culturales, propias o adaptadas, cuyo principal exponente sea quizás el Corpus, pero también otras como las Calendas, las Águedas, el Carnaval, los Quintos, la Semana Santa, el lunes de Aguas, el Carmen o los Festivales de Veranón.

## Geografía
Gran parte del municipio está cubierto por un típico bosque mediterráneo perennifolio, en el que predomina el paisaje de las dehesas cubiertas por encinas y monte bajo. Hay zonas escasas cubiertas por el roble rebollo.
| Noroeste: Campo de Ledesma  | Norte: Moraleja de Sayago (Zamora) | Nordeste: Añover de Tormes      |
| Oeste: Calzadilla del Campo |                                    | Este: Juzbado                   |
| Suroeste: Tuta              | Sur: Zafrón                        | Sureste: Espino de los Doctores |

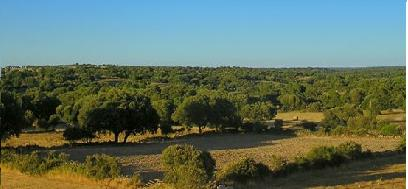
Paisaje de la dehesa ledesmina

La mayoría del territorio circundante de Ledesma está formado por una penillanura granítica formada en el Paleozoico, situándose alrededor de los 800 m s. n. m. la mayoría de su territorio.
Sus suelos, con multitud de rocas graníticas, de poca profundidad y con un gran nivel de PH, hacen sus campos de escasa rentabilidad para la labranza, excepto escasas zonas cercanas a las zonas fluviales. De esta forma, su territorio, casi llano, alterado por elevaciones de escasa altura y sobre todo por los enormes peñascos graníticos, se dedican en su gran mayoría a la cría de ganado ovino y bovino, destacando este último por su excelente producción cárnica y su utilización en la lidia.
El continuo trasiego humano y la dureza del clima han reducido la diversidad de la fauna: zorro, jabalí, perdiz, conejo, liebre, codorniz, paloma torcaz, tórtola... Es posible observar multitud de ejemplares de cernícalos y lechuzas, y en menor medida de águila real, águila perdicera, buitre leonado, alimoche, halcón peregrino, búho real.
El clima de Ledesma se puede clasificar como continental interior, con veranos calurosos y secos e inviernos largos, fríos, con heladas y lluvia.

## Historia

### Prehistoria
Los vestigios más antiguos de un asentamiento regular en esta zona son del siglo VII a. C.: el cerro de San Martín, la parte más alta del casco histórico, cobija bajo el hormigón los restos del antiguo castro vetón junto con varias de sus viviendas. Se trataba de una sociedad comunitaria basada en la recolección, la ganadería y la guerra. De esta época es su nombre original, Bletisama, 'la llana en un alto' en la lengua prerromana; (Bletisma>Letisma>Letesma>Ledesma).

### Edad Antigua
Tras esta época llega la romanización, y Ledesma queda incrustada dentro de Lusitania después de una ardua lucha entre las legiones romanas y las tropas y guerrillas lusitanas, sirva de ejemplo el caso de Viriato, pastor lusitano de procedencia entre Salamanca y Zamora. Es sobre esta época cuando Plutarco habla sobre los bletonenses, los habitantes de Bletisa (Ledesma), y nos narra cómo se les prohíbe que realicen sacrificios humanos de personas y caballos para firmar sus pactos y para adivinar el futuro.
Se sabe que Ledesma en esta época es una ciudad de cierta relevancia de la Lusitania, aunque hoy solo se conservan como se refleja más abajo restos de la muralla, puentes y una lápida incrustada en la pared exterior de la sacristía de Santa María la Mayor con la siguiente inscripción: «IMP CAES AVG PONT MAXIM TRIBUNIC POT XXVIII COS XIII PATER PATR TERMINVS AVGVSTAL INTER BLETISAM ET MIROBR ET SALM»: 'El Emperador César Augusto, XXVIII Pontífice Máximo de la Potestad de los Tribunos, XIII Cónsul, Padre de la Patria. Término Augustal entre Ledesma, Ciudad Rodrigo y Salamanca'.
Tras la caída del Imperio Romano, esta zona pasa a estar bajo el poder de los visigodos, sin embargo, de esa época no hay restos en la propia Ledesma, sí en algunos pueblos cercanos como La Peña, y la cercanía de la famosa y mítica ciudad-estado de Sabaria.

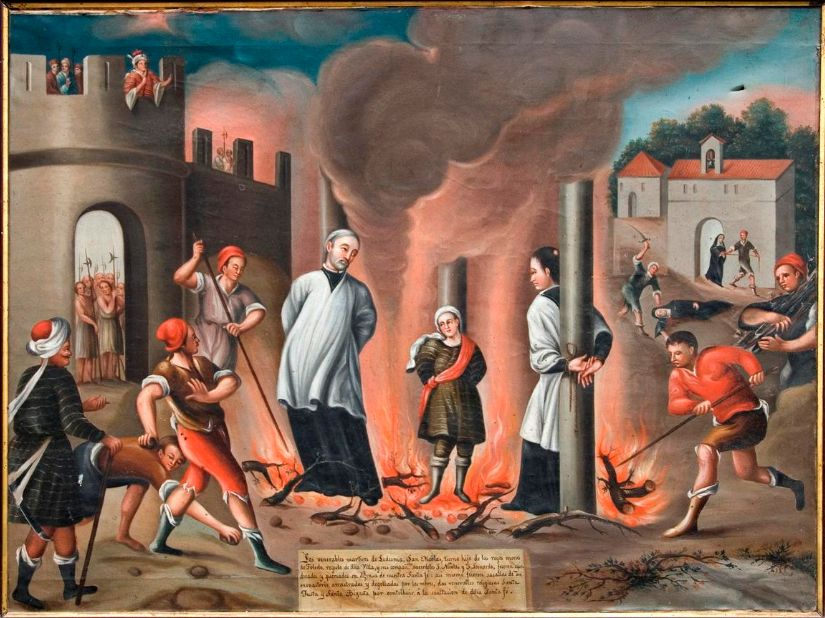
Lienzo de finales del sobre el martirio de San Nicolás, Leonardo y Nicolasín y las religiosas Santa Justa y Vigasta

### Edad Media
En el 711 se inicia la conquista musulmana de la península ibérica. Ledesma se convierte en un importante núcleo del norte de al-Ándalus, aunque la primera noticia de la instalación de los árabes en la villa está envuelta en leyenda: Alí, el hijo del walí musulmán Galofre, primo del rey Alcama de Toledo, es enviado a estudiar latín con los cristianos ledesminos que vivían extramuros de la villa, junto a la iglesia de San Juan (existente hasta hace poco más de 150 años).
El joven atraído por las enseñanzas, la fe y el carácter fraternal de los cristianos decide convertirse al cristianismo; su nuevo nombre es Nicolás y los clérigos que lo bautizaron fueron Leonardo y Nicolás. Enterado su padre de esto, lo manda degollar, y a los dos clérigos despojarles de su piel, lapidarlos y a continuación quemar a los tres.
Los cristianos recogieron sus restos que han sido venerados hasta hoy día. Es curioso que se conserva una leyenda en la que se dice que el mismo día y fecha son martirizadas también en Ledesma, en el Convento de San Salvador -según la leyenda, fundación goda- dos religiosas, Julia y Vigasta, convertidas según la tradición en santas mártires, pero de las que se conservan escasas referencias tras el abandono de la comunidad benedictina del Convento de San Salvador de Ledesma.
Por lo demás, los restos del dominio musulmán no dejaron más huellas palpables, hasta que, en 939, Ramiro II de León arrebata la población a los musulmanes. Se inicia con esto un periodo de reconquista de Ledesma que no culminará hasta 1161. Hasta esa época, Ledesma será repoblada por Ramiro II, atacada y saqueada en dos ocasiones por Almanzor y repoblada de nuevo por Alfonso VI de León.

### Año 1161

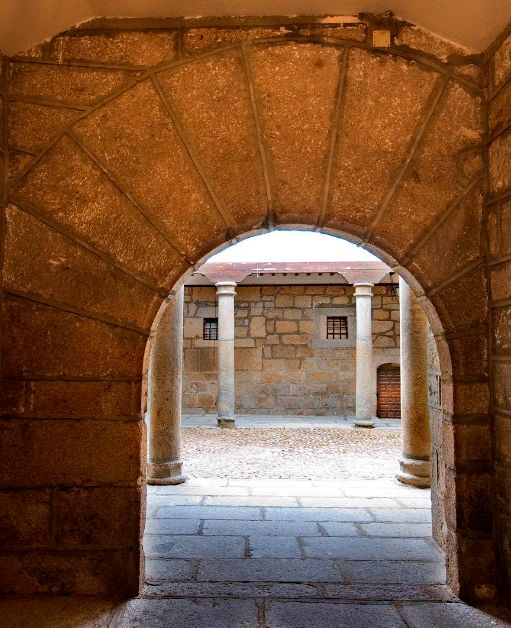
Entrada al patio de la casa consistorial, construida en 1484

Es en el año 1161 en el que Fernando II de León dota de fuero propio a la villa, y la convierte en un señorío real de Villa y Tierra del que dependían 161 lugares, pueblos y aldeas, configurando un alfoz comprendido entre los de Salamanca por el este, Zamora por el Norte, Ciudad Rodrigo por el Sur y el incipiente reino de Portugal por el Oeste.
Para establecer este señorío, dota a Ledesma de un conjunto de estructuras feudales que sirven de base al actual casco histórico: se le concede una garantía jurídica con el fuero (hasta que es abolido por Las siete Partidas de Alfonso X e igualada jurídicamente al resto de León) y se repuebla esta zona tan castigada con gente procedente de Galicia, León, Zamora y Toro, se amuralla perfectamente Ledesma y se construye en su parte menos protegida y mirando hacia el reino de Portugal una fortaleza.
Se le otorga a la villa un importantísimo papel religioso, construyendo siete iglesias principales (Santa María, San Martín, Santiago, San Pedro, San Miguel, Santa Elena y San Polo) y posiblemente trayendo a la villa a las monjas benedictinas (época expansiva del Císter por el Reino de León) que ocupaban el que hoy es monasterio de las MM. Carmelitas, y a los Caballeros Templarios que regentaban el monasterio que se había construido en el solar donde fueron quemados los mártires (Nicolás, Nicolasito y Leonardo), y que tras su disolución fueron sustituidos respectivamente por los Caballeros de San Juan de Malta y la Orden de los Franciscanos.
Ledesma desde entonces se comienza a forjar como un núcleo en expansión favorecido por su estatus de capitalidad de su alfoz, su situación fronteriza dentro de León con Portugal y Castilla, por ser un núcleo importante en la articulación y relación de un reino en expansión, por encuadrarse en medio de una red de caminos, fundamentalmente por el ramal de la Vía de la Plata que va desde Ledesma a Zamora, aunque también otros menores como la Colada de Salamanca, la Colada de Fermoselle, el Cordel de Almeida, el Cordel de Ciudad Rodrigo, la Vereda del Asmesnal, la Vereda de Peñalvo y la Colada de Doñinos de Ledesma.
Esta nueva realidad de zona de frontera, alejada de los grandes núcleos de poder, en la que se premiaban las luchas de los caballeros en las conquistas a musulmanes, castellanos y portugueses, junto con su incipiente economía (ganadera, agrícola y peletera fundamentalmente, pero cada vez más diversificada para atender toda la demanda de una urbe como era ya la ciudad, llegando a haber pintores, entalladores y plateros) convierten a la villa en un importante foco de atracción para la población del norte: desde campesinos hasta nobles hidalgos y clérigos vienen a estas tierras a aprovechar la situación de un núcleo en expansión.
Su condición de realengo, alterada en algunas ocasiones por la cesión de la villa a señores, generalmente a miembros de la familia real, le sirve para obtener una cierta libertad de actuación que terminará por fortalecer al concejo, que ya en 1484 comienza la construcción de su sede, la casa consistorial o casa del corregidor Trasmiere.

### SiglosXIIIyXIV

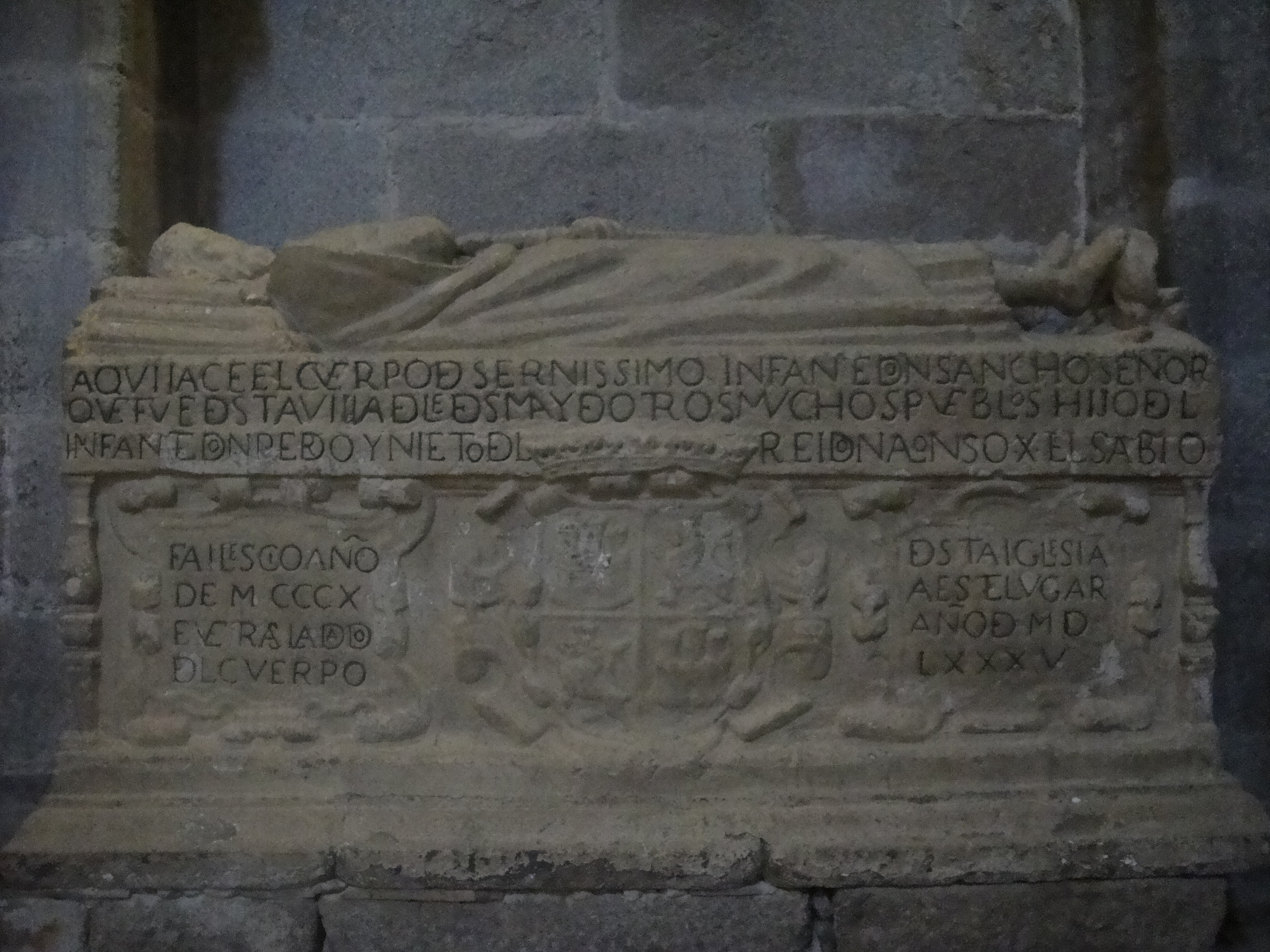
Sepulcro de Sancho el de la Paz en la iglesia de Santa María la Mayor que reza Aqui iace el cuerpo de serenissimo infante Don Sancho Señor que fue de sta villa de Ledesma y de otros muchos pueblos, hijo del infante Don Pedro y nieto del rei Don Alonso X el Sabio

A finales del siglo XIII la villa de Ledesma perteneció al infante Don Pedro, hijo del rey Alfonso X el Sabio y señor de Alba de Tormes, Salvatierra, Miranda del Castañar, Galisteo, y Granadilla, aunque también poseía toda la ribera del Río Coa y las villas de Sabugal, Alfaiates y Castelo Rodrigo, que actualmente se encuentran en territorio portugués. A la muerte del infante Pedro, que falleció en octubre de 1283, la mayoría de sus señoríos fueron heredados por su único hijo legítimo, Sancho el de la paz, que falleció en 1312 sin dejar descendencia legítima, por lo que a su muerte todos ellos, incluyendo el de Ledesma, volvieron a la Corona.

### SiglosXVyXVI
Son los siglos XV y XVI los de mayor prosperidad económica y demográfica de la villa, hasta alcanzar los 489 vecinos (1956 habitantes) en 1516 y más de 600 a finales del siglo (en torno a 2500 habitantes). Se sobrepasan los límites amurallados y nacen los barrios extramuros: Los Mesones, San Jorge, Las Ventas, Santa Elena, San Pablo, el Mercado y las Huertas, habitados por artesanos de diversos tipos y viviendas de los nuevos comerciantes, labrantines y jornaleros.
Es en esta época en la que el recinto amurallado se llena de palacetes góticos y renacentistas de las grandes familias nobiliarias que han asentado su poder, quedando configuradas como una élite que dirige el consistorio, la iglesia, la audiencia.
Son linajes como los Rodríguez de Ledesma, Nieto, Maldonado, Paz, Díaz de Ledesma, Figueroa, Chaves, Ulloa, Fernández del Campo, Godínez, Dieces, Olivares, Minaya, Mercado, Velasco... Familias hidalgas basadas en la riqueza agrícola y ganadera de sus señoríos rurales, generalmente de sus propiedades de los lugares y aldeas del alfoz ledesmino, compuesto por 116 pueblos, 35 alquerías y 30 despoblados.
A finales del siglo XVI, estas familias se agrupan en la cofradía de Hijosdalgos de Santiago, una agrupación nobiliaria con sede en la iglesia de Santiago que se basaba en velar por los derechos y privilegios de la clase dominante, así como método de probar la pureza y nobleza de sangre de los llamados «cristianos viejos».

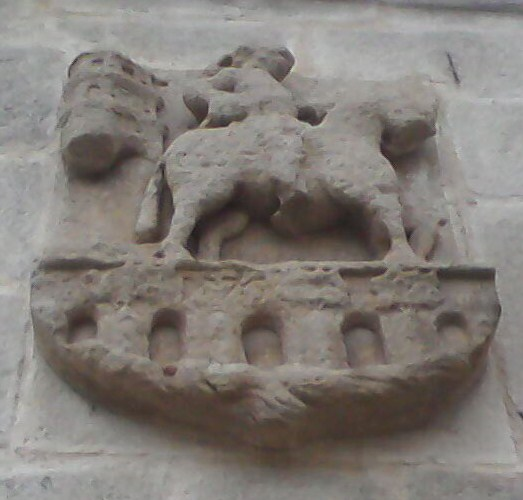
Escudo de la villa de Ledesma. 1576. Alhóndiga del Obispo Pedro del Campo

Es en esta época (1462), en la que se cede el señorío de realengo de Ledesma a Beltrán de la Cueva, valido de Enrique IV, comenzando así la andadura del Condado de Ledesma y una de las épocas de mayor construcción de infraestructuras que llegará hasta el siglo XVII, tales como la ampliación de la iglesia de Santa María la Mayor y de Santiago, la construcción de los hospitales de El Honrado Caballero Gonzalo Rodríguez de Ledesma, de San Bartolomé y San Esteban y de San Juan y San Pablo; la reconstrucción del castillo y de parte de las murallas, con el ennoblecimiento de las puertas principales, la casa consistorial con su Prisión Real, el Puente Viejo, el inicio de la construcción del gran palacio del conde (inacabado), la ermita del Carmen (posiblemente junto a las de San Juan, San Blas, Virgen de la Cruz, San Cristóbal, Santa Ana, San Jorge...), los cruceros conservados, la Alhóndiga, el Monasterio de San Nicolás (OFM), muchos de los palacetes conservados, como el llamado «de los Roderos y D. Beltrán».
Se concede el privilegio del mercado semanal de los jueves, un gran punto de intercambio entre los artesanos y comerciantes del reino, y el del mercado del Jueves de la Ascensión, el mayor comercio de bueyes de España hasta hace 70 años.

### SigloXVII
Tras el primer tercio del siglo XVII, al igual que el resto de la Monarquía Hispánica, el viejo sistema del alfoz ledesmino comienza a entrar en crisis. La decadencia del Imperio Español se deja sentir muy fuertemente en Ledesma, las continuas partidas de dinero hacia las arcas reales y la multitud de jóvenes enviados hacia Flandes, Italia, Francia y América habían no solo mermado las arcas municipales y habían arruinado al contribuyente, si no que habían desposeído al alfoz ledesmino de multitud de su mano de obra, de perpetuar la descendencia.
Si a todo esto se suma que en 1641 se independiza el Reino de Portugal, anexionado a la corona hispánica de Felipe II en 1580, y comienzan una serie de guerras en las que un Portugal fortalecido avanzaba posiciones sobre una Corona, la de Castilla y León, extenuada y que debía ser el propio Consistorio ledesmino el que debía sufragar los gastos de las tropas contratadas y su manutención para hacer freno a un enemigo que penetraba en muchas ocasiones por las Arribes.

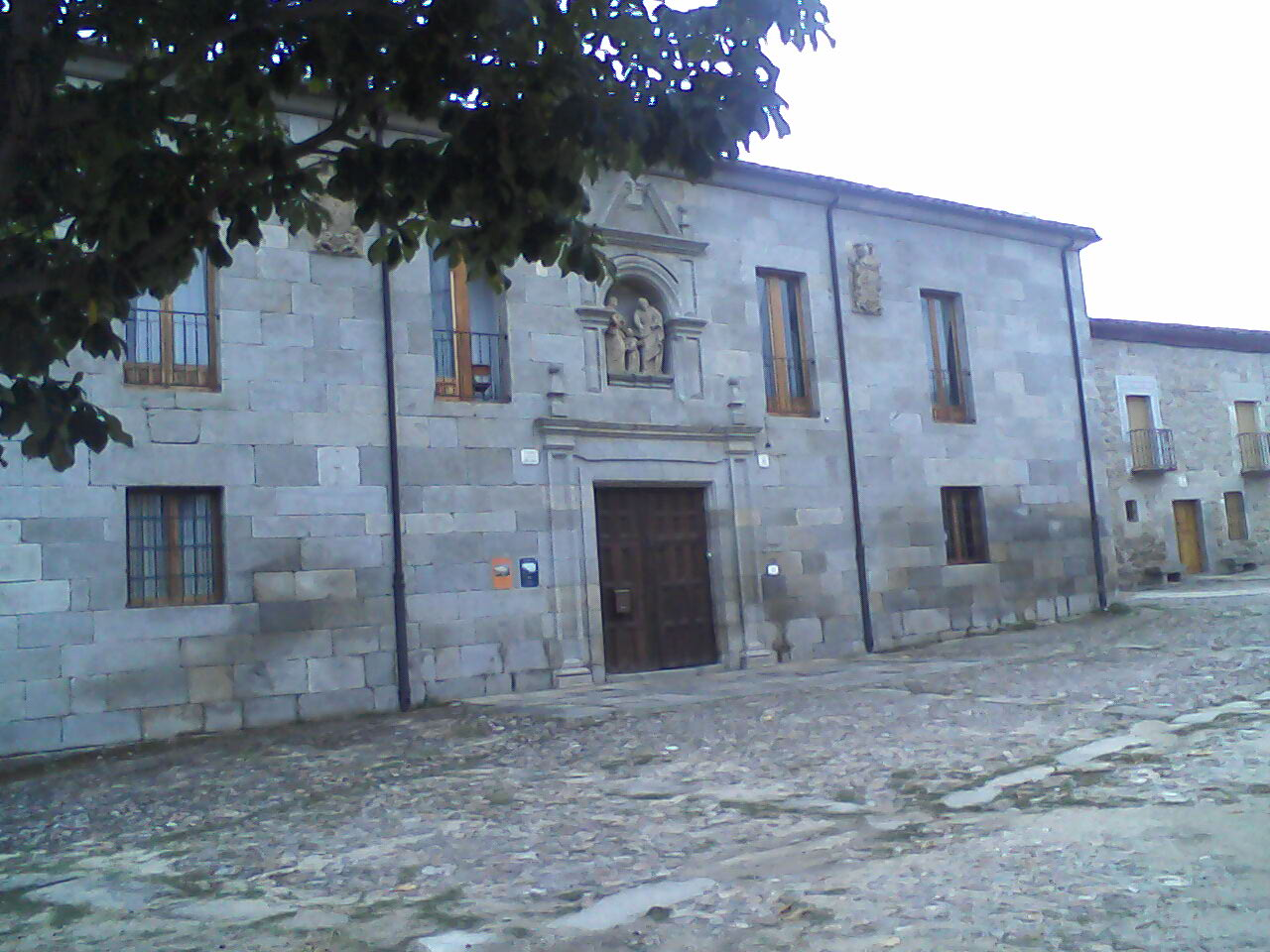
Hospital de San José en 1722, Joaquín de Churriguera

El conde de Ledesma empieza a recibir menos ingresos por el descenso de población (420 vecinos en la villa=1680 habitantes), y aumenta más la presión fiscal sobre los contribuyentes con lo que los termina de hundir. La rentabilidad de los campos se reduce, por la escasez de mano de obra y una serie de malas cosechas y saqueos de las tropas.
El sistema de señorío feudal se comienza a debilitar y la nobleza rural de Ledesma se empobrece, mientras que los campesinos están arruinados y extenuados; comienza aquí un éxodo de población y un empobrecimiento y debilitamiento continuado de la villa. Sin embargo, son varios los palacetes barrocos que se conservan de esta época, debidos paradójicamente al aumento de los llamados hidalgos.
En este tiempo es en el que se redobla la religiosidad, la sociedad mira pidiendo clemencia al cielo y se cae en el desengaño de lo mundano: 17 cofradías se fundan solo en este siglo y son multitud las tallas y retablos que se realizan en estilo barroco en esta época.

### SigloXVIII
Con el siglo XVIII, el centralismo y las nuevas reformas de los Borbones suavizan ligeramente la situación de decadencia, viviendo un tiempo de cierta prosperidad en los reinados de Carlos III y Carlos IV, en los que se comienza a desarrollar la hasta entonces casi inexistente burguesía. Se fija el partido judicial de Ledesma, se crean escuelas, se traen cirujanos y médicos especialistas, se especializan alguna de las profesiones... Con la disolución de los mayorazgos, muchos nobles venden sus propiedades y emigran, otros mantienen su situación de élite de la sociedad.

### SigloXIX
El siglo XIX comienza con la situación de alerta que suponía la Francia revolucionaria y que desemboca en la invasión napoleónica de España. La zona de Ledesma, junto a la de Salamanca y Ciudad Rodrigo, cobra una especial relevancia por encontrarse en el camino obligado hacia Portugal.

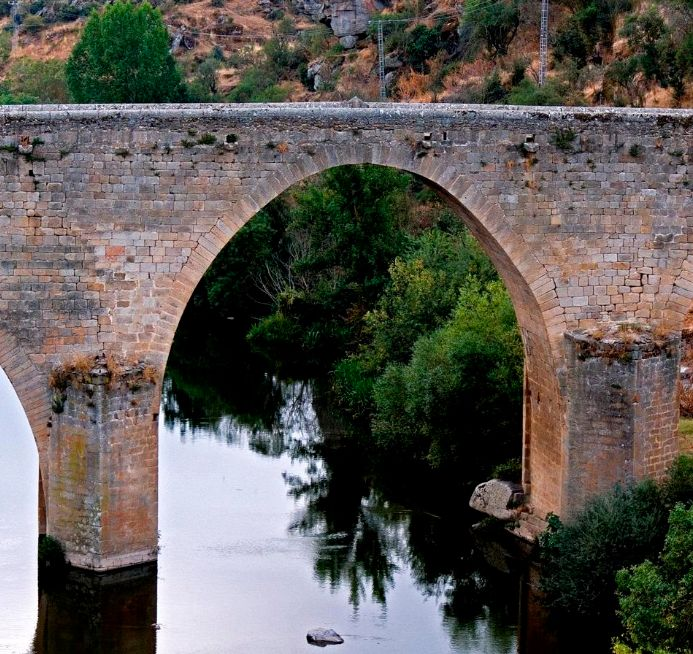
Arco del puente que fue reconstruido en 1816, tras haber sido destruido en 1812 por las tropas de Napoleón para proteger su huida de la villa de Ledesma

Así, desde 1808 pese a la resistencia popular, la villa es dominada por los franceses después de un escaso enfrentamiento que se saldó con varios edificios derruidos, entre ellos el Monasterio Franciscano de San Nicolás, por encontrarse fuera de las murallas, y la ruina del castillo de Ledesma. Según la documentación, son 400 los jóvenes que el alfoz de Ledesma envía a Ciudad Rodrigo a luchar contra los franceses, generalmente milicias populares.

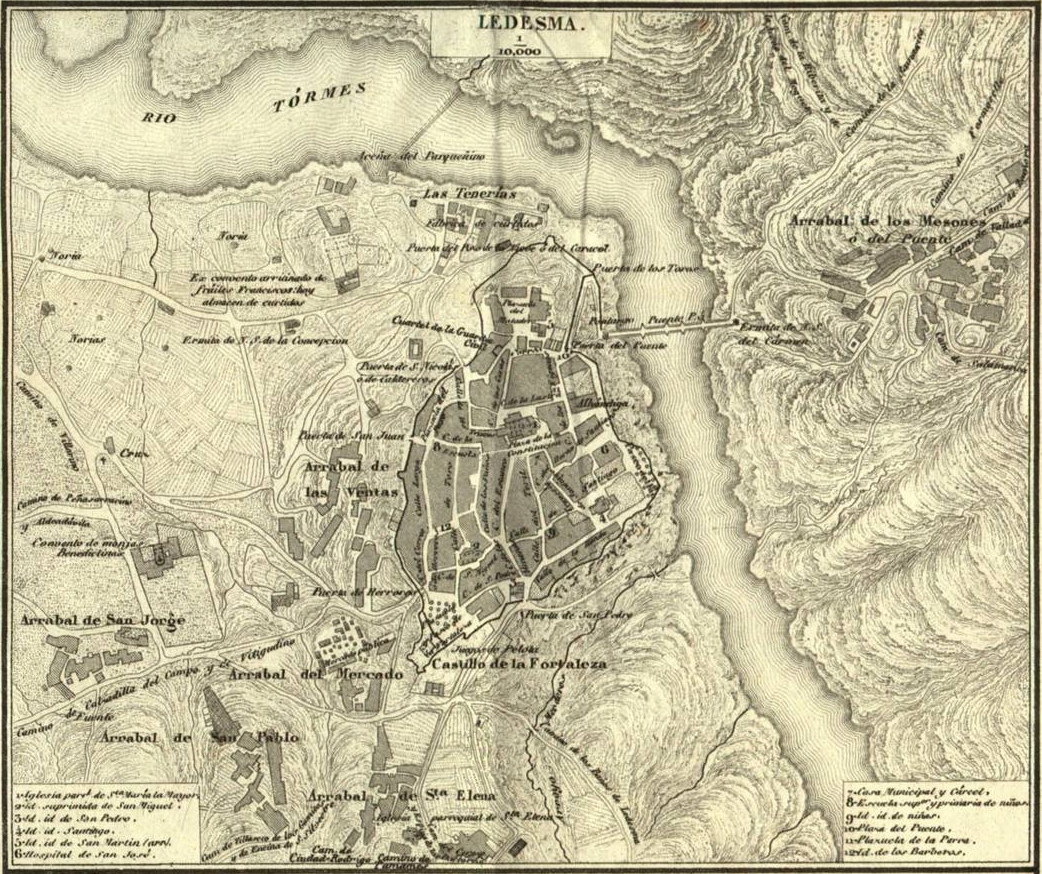
Mapa de Ledesma publicado en 1867 y realizado por Francisco Coello

En 1812, una vez conseguida la victoria por las tropas aliadas de Inglaterra, Portugal y España, los franceses huyen de la villa, pero para proteger su huida dinamitan el segundo arco del puente. La vuelta al absolutismo de Fernando VII termina con los gobiernos liberales de Isabel II, al comienzo del cual, en 1833, con la división provincial de Javier de Burgos, Ledesma queda encuadrada dentro de la provincia de Salamanca, diócesis en la que se había mantenido desde el inicio de la Edad Media, así como en la Región Leonesa, reino al que pertenecía desde el siglo X.
Las desamortizaciones de los innumerables bienes eclesiásticos y civiles supusieron un aumento de la burguesía, basada en la acaparación de bienes rústicos y su comercio, que, junto con el fortalecimiento de los ayuntamientos y el establecimiento del Congreso de los Diputados (Ledesma poseía derecho a un diputado en el Congreso), la venida de personas de los pueblos de alrededor de Ledesma, supusieron un aumento considerable de la población y una reactivación de la vida ledesmina, basada fundamentalmente en una vida burguesa formada por una casta dominante superior y el pueblo llano, situación que se mantendrá hasta la muerte del general Franco y la venida de la democracia. Muchos de los palacetes nobiliarios son entonces adquiridos por la burguesía floreciente, al igual que las tierras de los mayorazgos y vinculadas a la Iglesia.
Las desamortizaciones eclesiásticas nos dejan la pérdida de multitud de patrimonio, de las siete iglesias originales se ceden al ayuntamiento las de San Martín, Santiago y San Pedro (reconstruida en los Mesones), que las derruye; la de San Polo se reconvierte en propiedad privada y es hoy la ermita de la Concepción, el ya maltrecho Convento de San Nicolás es vendido y derruido, el de las MM. Benedictinas es reconvertido en Monasterio de MM. Carmelitas, pero perdiendo gran parte de su patrimonio. Se pierden multitud de obras de arte, otras se recolocan entre las tres iglesias históricas conservadas: Santa María la Mayor, Santa Elena y San Miguel, convirtiéndose así en grandes poseedoras de patrimonio.
Todas las ermitas se vienen abajo y son cedidas o vendidas, conservándose solo hoy la de la ermita del Carmen de mediados del siglo XVI y la de la Concepción rehecha en 1841. De los tres hospitales originarios solo se mantiene el de Gonzalo Rodríguez de Ledesma o de San José.
Con la Restauración de 1876 se establece un sistema bipartidista dirigido por las grandes familias terratenientes de la zona, lo que durará hasta la II República. Es en esta época y a principios del siglo XX cuando se colonizan los terrenos de Santa Elena, Peña Pajar y la zona sur de San Pablo, doblándose la extensión original del núcleo urbano. Cobra también gran relevancia la expansión del barrio trastormesino de Los Mesones, por lo que se decide la construcción de una iglesia, la de San Pedro y San Fernando, en 1847 con los restos de las antiguas iglesias de San Pedro y Santiago.

### SigloXX
El establecimiento de la II República no supone un gran cambio en una sociedad ganadera tradicionalista, con gran peso de la estructura eclesiástica, el establecimiento de la República no fue más que una mera anécdota gubernamental que solo se dejó sentir en lo referente a la Reforma Agraria y a las medidas de limitar el poder de la Iglesia.
La sublevación del 18 de julio de 1936 encuadra a Ledesma dentro de una marcadísima Zona Nacional: los grandes terratenientes del partido judicial apoyan a los sublevados que luchan contra un estado que coartaba su poder, hacía peligrar sus terrenos y declaraba los derechos de los obreros. Son varios los fusilados al inicio de la contienda, sobre todo por los somatenes de Falange, y, después de ella, hay algunos «reprimidos» por su vinculación a la República o sus ideales.
Tras la guerra se agudizan al igual que en toda España las necesidades del pueblo más bajo, pero se mantiene la sociedad basada en la burguesía de la Restauración. Con la década de los 50 y 60 y la apertura del régimen, la vida en Ledesma se vuelve más cómoda por la mecanización de las tareas agrícolas, las mayores libertades sociales, la enseñanza obligatoria, el aumento del sector servicios, el aumento del precio de los salarios, las inversiones franquistas e infraestructuras.

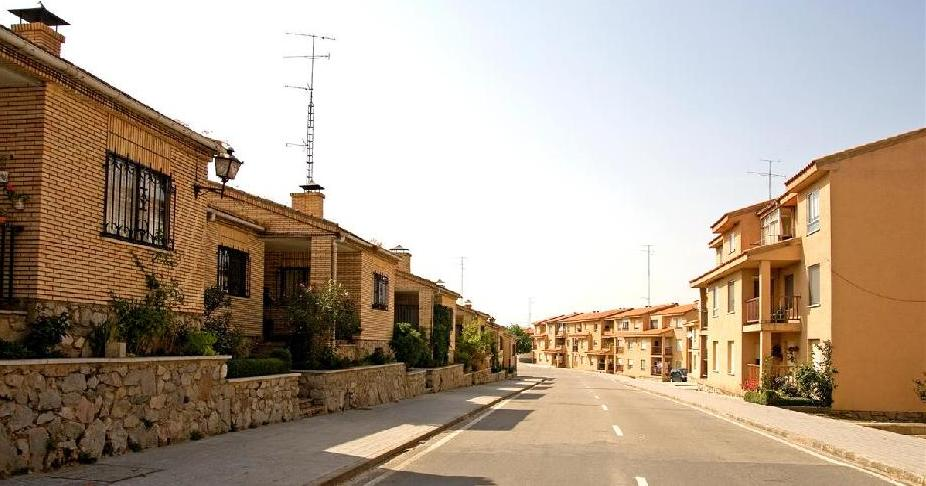
Viviendas de Protección Oficial. 1982. Ensanche de Ledesma en la carretera de Gejuelo

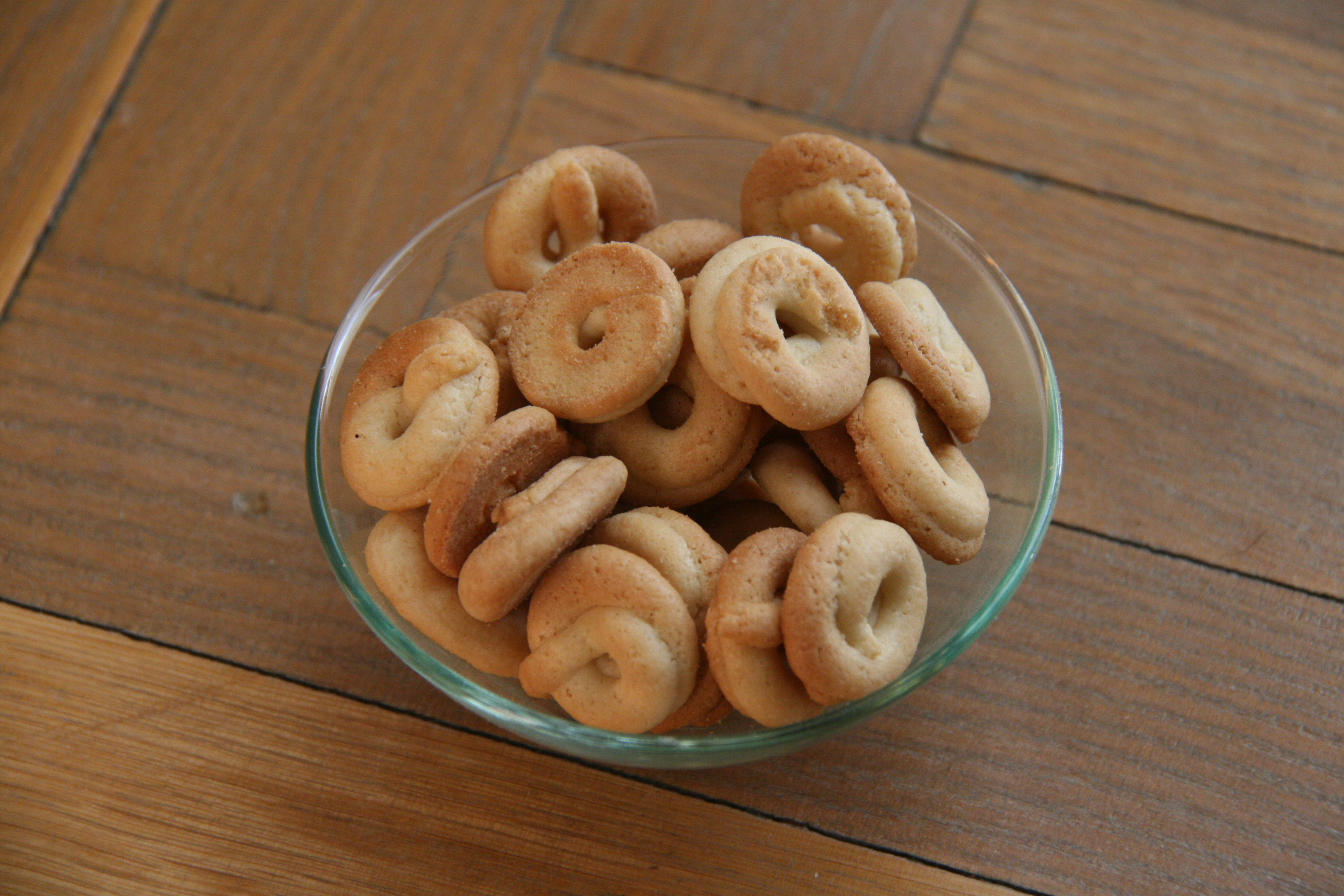
Rosquillas de Ledesma

Sin embargo, las nuevas necesidades de la industrialización de España provocan un éxodo rural en la década de los 50 que es brutal para la villa, muchos jóvenes emigran hacia el País Vasco, Cataluña y Madrid, e incluso hay un gran número de ellos que se marcha a Francia y Suiza atraídos por la mayor calidad de vida de esos países.
Un duro golpe para la moral ledesmina se produce cuando en la última reforma provincial (1962) se disuelve el partido judicial de Ledesma, quedando una parte de él en el de Vitigudino y otra parte en el de Salamanca; con lo que se pierden los juzgados de primera instancia de la villa y la prisión.
Es con la llegada de la democracia, y ya más en los años 80 cuando la sociedad fuertemente basada en el control burgués de la sociedad se deshace por sí misma, e incluso gran parte de ella se marcha hacia Salamanca y sobre todo Madrid. A partir de 1983, Ledesma queda dentro de la comunidad autónoma de Castilla y León, la más amplia de toda España.
Sin embargo, es entonces cuando el éxodo se frena, regresan parte de los emigrantes y se configura una población cercana a los 2000 habitantes, articulada en torno al sector secundario y terciario fundamentalmente (construcción, hostelería, turismo, ENUSA, Balneario de Ledesma...), aunque aún con cierta dependencia del sector primario, concretamente por el peso de las grandes ganaderías de la zona.
La cercanía a Salamanca (35 km, 20 minutos por la SA-300) han convertido a Ledesma en un núcleo muy dependiente de la capital provincial, y también muy beneficiada de esta cercanía. Con las inversiones a través de los Fondos PRODER, FEDER, y las ayudas del Gobierno de España y de la Junta de Castilla y León, Ledesma se ha basado en la recuperación de su importantísimo patrimonio histórico, el acondicionamiento del Casco Antiguo, y la mejora de las viviendas de Ledesma (desde 1981 se construyen interrumpidamente viviendas de Protección Oficial), de la red de abastecimiento de aguas con una depuradora y potabilizadora con capacidad para 5000 personas, la construcción del Palacio de Congresos Villa de Ledesma, el Instituto Miguel de Unamuno, el colegio Ntra. Sra. del Carmen, la casa-cuartel de la Guardia Civil... han dotado a la población estable de Ledesma de una serie de infraestructuras que la hacen mirar con comodidad el futuro y al visitante contemplar una villa próspera en continua remodelación y restauración poseedora de un bello patrimonio histórico, artístico, cultural, gastronómico y paisajístico.

## Demografía
Ledesma cuenta con una población de 1517 habitantes (INE 2024).
| Gráfica de evolución demográfica de Ledesma entre 1842 y 2021 |
| |
| Población de derecho según los censos de población del INE Población de hecho según los censos de población del INEEn 1857 crece el término del municipio porque incorpora a Santo Domingo En 1959 crece el término del municipio porque incorpora a Pelilla |

El término municipal agrupa diversas localidades y la mayor parte de la población se concentra en Ledesma, pues de esos 1767, en la capital del municipio están censados 1730, en Nóguez 11, en Estacas 7, en Frades de Santa María 4, en Cuadrilleros de los Dieces 4, en La Samasa 3, en Pelilla 3, en La Vadima 2, en Estaquillas 1, en El Cerezo 1, en Muchachos 1 y en La Sagrada 1. Y se consideran despoblados las localidades de Aldeagutiérrez, Cuadrilleros, El Casar, La Riverita, La Samasita, Santo Domingo, Santa Marina, Zafroncino y Zorita.

## Administración y política

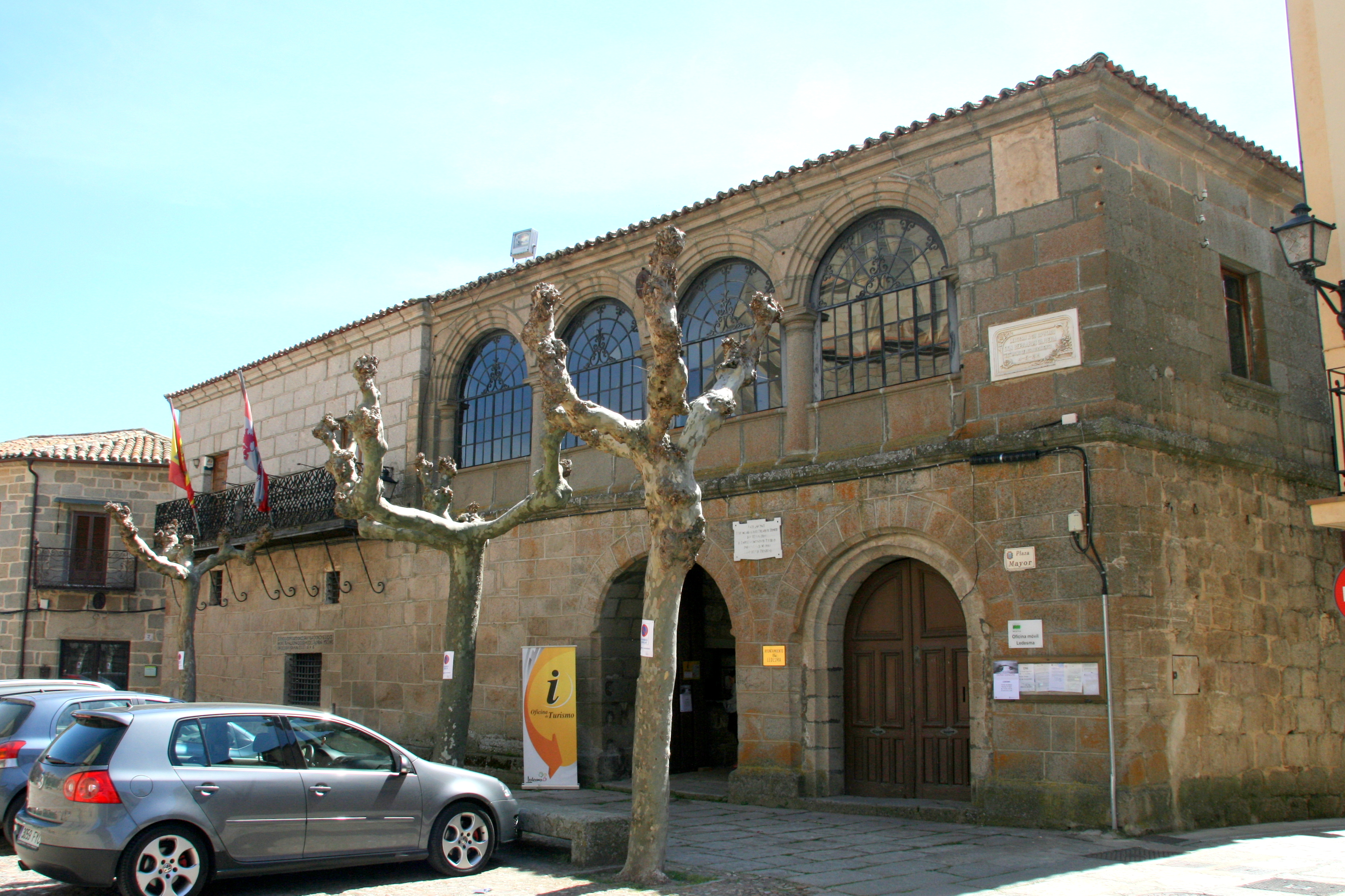
Ayuntamiento de Ledesma

### Gobierno municipal
| Periodo   | Nombre                      | Partido | Partido                                  |
| --------- | --------------------------- | ------- | ---------------------------------------- |
| 1979-1983 | Lucía Torres Sánchez        |         | Unión de Centro Democrático (UCD)        |
| 1983-1991 | Exuperancio Benito García   |         | Alianza Popular (AP)                     |
| 1991-1999 | Exuperancio Benito García   |         | Partido Popular (PP)                     |
| 1999-2003 | Francisco Sánchez Fernández |         | Partido Socialista Obrero Español (PSOE) |
| 2003-2019 | José Prieto González        |         | Partido Popular (PP)                     |
| 2019-2023 | Patricia Martín Esteban     |         | Partido Socialista Obrero Español (PSOE) |
| 2023-act. | Exuperancio Benito García   |         | Partido Popular (PP)                     |

| Partido político                              | 2023  | 2023  | 2023       | 2019  | 2019  | 2019       | 2015  | 2015  | 2015       | 2011  | 2011  | 2011       | 2007  | 2007  | 2007       | 2003  | 2003  | 2003       |
| Partido político                              | %     | Votos | Concejales | %     | Votos | Concejales | %     | Votos | Concejales | %     | Votos | Concejales | %     | Votos | Concejales | %     | Votos | Concejales |
| Partido Popular (PP)                          | 54,02 | 538   | 5          | 41,86 | 450   | 4          | 54,88 | 529   | 5          | 58,30 | 674   | 6          | 60,27 | 710   | 6          | 54,68 | 660   | 5          |
| Partido Socialista Obrero Español (PSOE)      | 42,87 | 427   | 4          | 49,58 | 533   | 5          | 28,94 | 279   | 3          | 26,73 | 309   | 2          | 27,59 | 325   | 2          | 43,25 | 522   | 4          |
| Vox                                           | 1,91  | 19    | 0          | —     | —     | —          | —     | —     | —          | —     | —     | —          | —     | —     | —          | —     | —     | —          |
| Izquierda Unida (IU)                          | —     | —     | —          | 4,00  | 43    | 0          | —     | —     | —          | —     | —     | —          | 1,36  | 16    | 0          | —     | —     | —          |
| Ciudadanos (CS)                               | —     | —     | —          | 2,70  | 29    | 0          | —     | —     | —          | —     | —     | —          | —     | —     | —          | —     | —     | —          |
| Unión Progreso y Democracia (UPyD)            | —     | —     | —          | —     | —     | —          | 11,51 | 111   | 1          | —     | —     | —          | —     | —     | —          | —     | —     | —          |
| Partido Regionalista del País Leonés (PREPAL) | —     | —     | —          | —     | —     | —          | 1,24  | 12    | 0          | —     | —     | —          | —     | —     | —          | —     | —     | —          |
| Coalición SI por Salamanca (SI)               | —     | —     | —          | —     | —     | —          | —     | —     | —          | 12,80 | 148   | 1          | —     | —     | —          | —     | —     | —          |
| Unión del Pueblo Salmantino (UPSa)            | —     | —     | —          | —     | —     | —          | —     | —     | —          | —     | —     | —          | 9,25  | 109   | 1          | —     | —     | —          |

#### Evolución de la deuda viva municipal
El concepto de deuda viva contempla solo las deudas con cajas y bancos relativas a créditos financieros, valores de renta fija y préstamos o créditos transferidos a terceros, excluyéndose, por tanto, la deuda comercial. 
| Gráfica de evolución de la deuda viva del Ayuntamiento entre 2008 y 2023                          |
|                                                                                                   |
| Deuda viva del Ayuntamiento de Ledesma, en miles de euros, según datos del Ministerio de Hacienda |

## Cultura

### Patrimonio

#### Civil
El conjunto interior del recinto amurallado y el perímetro de construcciones que rodean a este fueron declarados conjunto histórico artístico en 1975, y aún hoy es bastante desconocido para turistas y naturales.
Se trata de un conjunto arquitectónico y paisajístico de gran valor en el que se mezclan los grandes monumentos como la grandiosa iglesia de Santa María la Mayor o la casa consistorial con los antiguos palacios de los siglos XV-XIX de los hidalgos y de la naciente burguesía de Ledesma, las instituciones de beneficencia como el Hospital de San José o la Alhóndiga del Obispo de Útica Pedro del Campo... en definitiva, un ambiente basado en una multitud de edificaciones históricas rodeadas por el clima y paisaje de la dehesa charra en el que se respira el ambiente de un pasado próspero basado en la conjugación entre el campo y la urbe, el campesino y el noble, que convirtieron a Ledesma en la cabeza de un señorío muy próspero del que dependían pueblos y aldeas desde Salamanca hasta Portugal, desde la diócesis de Zamora a la de Ciudad Rodrigo.
Castillo
Iniciada su construcción de planta trapezoidal en el último tercio del siglo XII por mandato de Fernando II de León, es profundamente reformado por Beltrán y Francisco de la Cueva, Condes de Ledesma, en el último tercio del siglo XV. Realizado en piedra de sillería y sillarejo, cuenta con dos torres en la portada sur, una troncocónica y otra poligonal, y la base de la torre del homenaje hacia el norte. En su puerta oriental campea el escudo original de la villa, procedente de la desaparecida Puerta del Puente.
Lo que hoy observamos del edificio, a pesar de su grandiosidad es una mínima parte del esplendor inicial, se ha perdido toda la muralla (falsabraga) que cubría esta fortaleza en su parte de extramuros y, por la parte intramuros, se han perdido los accesos y torreones que la comunicaban con un edificio anexo, posiblemente un palacio. En su interior se conservan dos habitaciones de época gótica, una a nivel del suelo y otra sobre la anterior bajo la antigua torre del homenaje. Excavaciones arqueológicas en la década de los 80 y 90 dejaron al descubierto un complejo sistema de canalización de agua, así como antiguas edificaciones como caballerizas, fortines, pozos.
Plaza de la Fortaleza
Uno de los tesoros escondidos de Ledesma radica en la plaza intramuros que bordea el castillo: la llamada plaza de la Fortaleza. Se trata de una gran explanada ajardinada que cobija bajo nuestros pies una serie de subterráneos, cámaras abovedadas, conductos, polvorines... que constituirían las bodegas y las canalizaciones de agua del hipotético palacio que se comenzó a construir anexo al palacio a fines del siglo XV principios del siglo XVI (Francisco de la Cueva II Conde de Ledesma) y del que se conserva el lienzo almohadillado que cubre el espacio de la muralla meridional desde el Castillo hasta la antigua Puerta de San Pedro, en la que se puede observar la buena factura con la que se planteó la obra (buenos sillares regulares almohadillados en consonancia con la moda del Renacimiento italiano) y tres de las antiguas salidas de las canalizaciones del agua.
Muralla

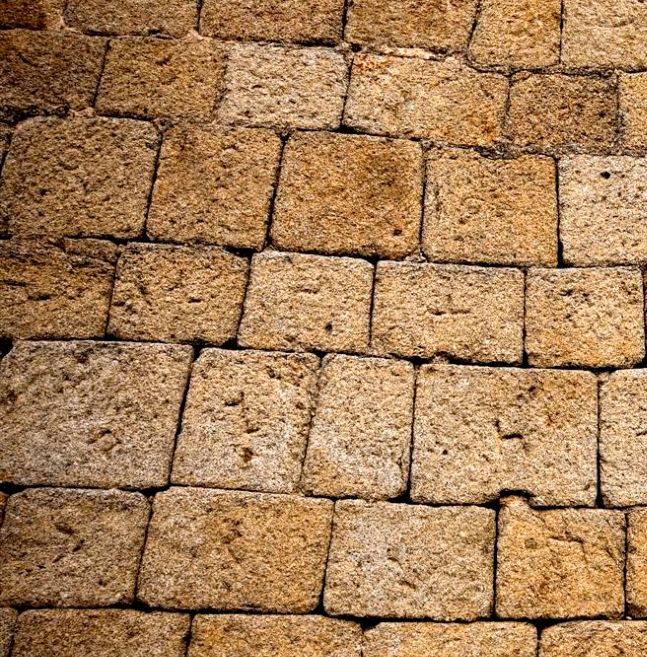
Muralla del

Más de 3 kilómetros de muralla rodean todo el perímetro de la villa, pero no toda es de la misma época: sus inicios arrancan en el cerro de San Martín, primer núcleo poblado de Ledesma (siglo VII a. C.), donde se encuentran ya algunos estratos de la muralla de época prerromana. También hay algunas pequeñas partes que se creen de factura romana, sobre todo en la cuesta del Puente y alrededor de la antigua Puerta del Caracol y del Pozo de Nieve.
La muralla que observamos hoy en su mayoría es de finales del siglo XII, obra románica de tiempos de Fernando II de León, quien marca el trazado actual de la muralla y manda fortificar completamente la villa a base de una gran muralla almenada de buena sillería con su torres y ocho puertas de acceso bien protegidas (la del Puente, de los Toros, del Caracol, del Pozo de la Nieve, de San Nicolás o de los Mártires, de San Juan, de Herreros y de San Pedro). Es en época de Beltrán y Francisco de la Cueva (último tercio del siglo XV) cuando se reforman algunos lienzos de la muralla, y de esa época destacan algunos de los cubos de buena sillería que se conservan aún.
Puerta de San Nicolás (BIC 1949)
Es la única de las ocho puertas de la muralla que se ha conservado. Construida en el último tercio del siglo XII, de buena factura a base de sillar y sillarejo, se trata de un conjunto formado por dos cubos cilíndricos que rodean la puerta de acceso de dos arcos de cañón peraltados sobre impostas. La leyenda dice que, en 745, en plena dominación musulmana de Ledesma, el hijo de Galofre, el walí o jefe de la Villa, mandó degollar a su hijo Alí (bautizado como Nicolás) y posteriormente lapidar y quemar junto a los clérigos Leonardo y Nicolás, por haberse convertido a la fe cristiana y haber traicionado así la ley islámica. Y fue desde la antigua puerta que se emplazaba en este mismo lugar desde donde su padre vio arder a su hijo entre las llamas.
Verraco

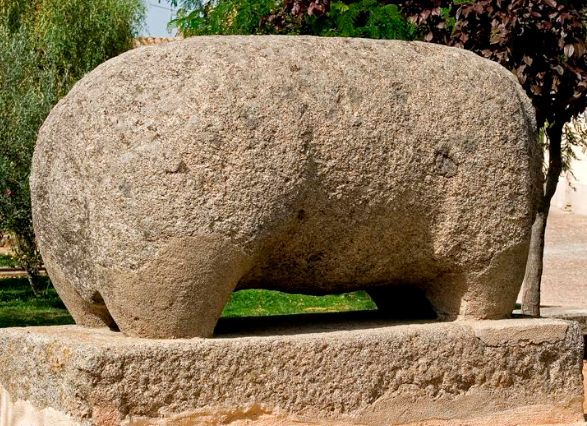
Verraco del

Francisco Zato en 1720 habla de la existencia de dos verracos o toros de piedra en la antigua Puerta de los Toros, a la entrada del Puente Viejo. A principios del siglo XIX se habla de cuatro «cerdas de piedra» atadas entre sí por cadenas. Esto concuerda con lo referido por el Padre Morán que habla de cuatro antiguos verracos en la zona del puente.
Sabemos, sin embargo, que esos cuatro verracos fueron arrojados al río en la década de los 40 del siglo XIX en un arrebato liberal del consistorio ledesmino que identificó el encadenamiento de los verracos con las medidas de Carlos V tras la Guerra de las Comunidades. El actual verraco fue hallado en la construcción de las Escuelas en 1957, en la parte meridional del castillo. Se trata de un verraco de entre el siglo VII y el I a. C. de granito al que le ha sido amputada la cabeza. Su tronco es muy representativo por las dimensiones aproximadas a las de un cerdo natural y con sus atributos femeninos excesivamente marcados.
Menhir del mirador
Es muy discutida su autenticidad o no, por tratarse de un resto anodino por estas tierras y por guardar similitudes con mojones usados para marcar los límites entre las propiedades agrícolas y ganaderas de la zona. Originariamente radicaba a la izquierda de la Vereda de Peñalvo, a su paso por el puente romano de Peñacerracín, en un terreno ganadero y se trasladó a su ubicación actual, en el mirador a la entrada del Puente en 1971. Se trata de un gran monolito de piedra granítica de forma cilíndrica irregular de unos 2,50 m, que hay quien ha querido identificar con un gran símbolo fálico e incluso quien cree adivinar restos de escrituras rúnicas en él.
Casa consistorial

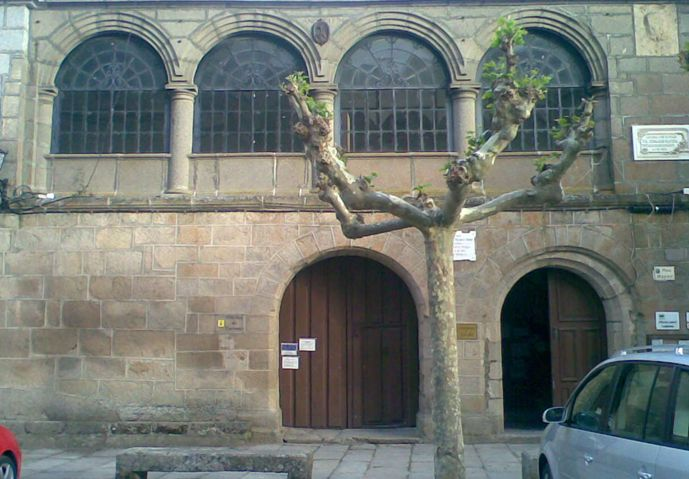
Parte renacentista de la casa consistorial

El actual edificio del Ayuntamiento de Ledesma, fue en su día construido como sede de la Casa del Corregidor, Sala de Audiencias y Prisión Real. Se trata de una edificación iniciada en 1484, de planta rectangular y constituida como un gran edificio sólido y aspecto de casi fortificación.
De aquella época se conserva la planta del edificio, los accesos inferiores al mismo formado por dos arcos de medio punto, lo que resta de la antigua prisión y el bello patio interior formado por diez estilizadas columnas con basas góticas.
En la parte oriental del piso inferior aún encontramos tres vanos enrejados de la antigua prisión y que como reza la inscripción datan de 1606. La parte más interesante del conjunto radica en la segunda planta, separada con una línea de imposta del piso inferior, presenta una balconada formada por cuatro arcos de medio punto sobre columnas dóricas en 1584 y cubiertas por vidrieras realizadas en 1889 por José Delclaux.
En la parte oriental del piso superior hay un muro carente de decoración con dos ventanas que dan salida al balcón corrido de forja, todo ello realizado entre 1846 y 1849 para reformar la sede de la Audiencia. Actualmente este edificio cobija las dependencias y secretarías municipales y en el piso inferior se encuentra la Oficina de Turismo.
Puente Viejo
Su base románica de los últimos años del siglo XII son los restos más antiguos que se observan a simple vista. Habría que verificar los datos del Padre Morán sobre restos de inscripciones romanas en la base que atestiguaran su discutido origen romano. Hasta el siglo XIX era el «puente más alto que cruzaba el Tormes».
Se trata pues de un puente de gran altura cuya factura actual es de mediados del tercer tercio del siglo XV, posiblemente de época de Beltrán de la Cueva. De aquella época solo se conservan dos arcos ojivales de los cinco con los que cuenta la construcción, pues los dos de los extremos son producto de la reforma de Martín de Sarasola a fines del siglo XVI y el segundo arco saliendo de la villa es obra de 1816, pues en 1812 fue dinamitado por las tropas napoleónicas. Desde 1462 y hasta 1909, se debía pagar el derecho de pontazgo al conde de Ledesma por cada persona que cruzara por este puente. Es en esa época en la que el ayuntamiento adquiere la propiedad del puente y en la que se derriba la torre que había al inicio de este y que servía para el impuesto de pontazgo.
Puente Mocho
El puente Mocho se encuentra a 3 km al norte de Ledesma, en la calzada romana que unía Ledesma con Zamora para salvar la ribera de Cañedo. Cuenta con cinco arcos de medio punto, el central de mayores dimensiones, con cuatro tajamares aguas arriba, escalonados y de planta triangular. La fábrica es de sillería de granito, excepto los pretiles, de mampostería trabada con argamasa. Su construcción se ha atribuido repetidamente a época romana, no tanto por su propia fábrica, si no por estar en el trazado de la antigua calzada romana Bletisa - Ocelo Durii, sin embargo, hoy parece en su conjunto obra medieval, y los tajamares, escalonados y en forma de huso, de época moderna
Puente de Peñacerracín
A 5 km al oeste de Ledesma, en el Cordel de Peñalvo, encontramos un pequeño puente de origen romano realizado en granito y sillarejo con argamasa, compuesto de dos arcos uno de grandes dimensiones y otro muy pequeño, posiblemente para facilitar el paso de animales. Sus tajamares hacen pensar en una reforma moderna que ha desvirtuado bastante la obra original.
Puentes romanos del arroyo Merdero
Dentro del propio término urbano de Ledesma encontramos dos pequeños puentes que salvan el llamado Arroyo Merdero, ambos de similares proporciones. El primero se encuentra junto a la plaza de toros y era el puente de acceso a Ledesma por el mediodía para los que usaban la Colada de Doñinos de Ledesma y es de un solo arco más un pequeño aliviadero lateral, todo se sillería regular, excepto sus pretiles que son de grandes bloques graníticos, hoy la mayoría derruidos.
El segundo de ellos es el que se encuentra bajando por la antigua Calzada de Salamanca a su salida de la Puerta de San Pedro en dirección al río. Es de mayor altura que el anterior, pero de similar fábrica. Este puente conducía a un gran puente romano que cruzaba el río Tormes, hoy ya inexistente, sí se conservan las calzadas a ambos lados del río.
Palacios góticos y renacentistas

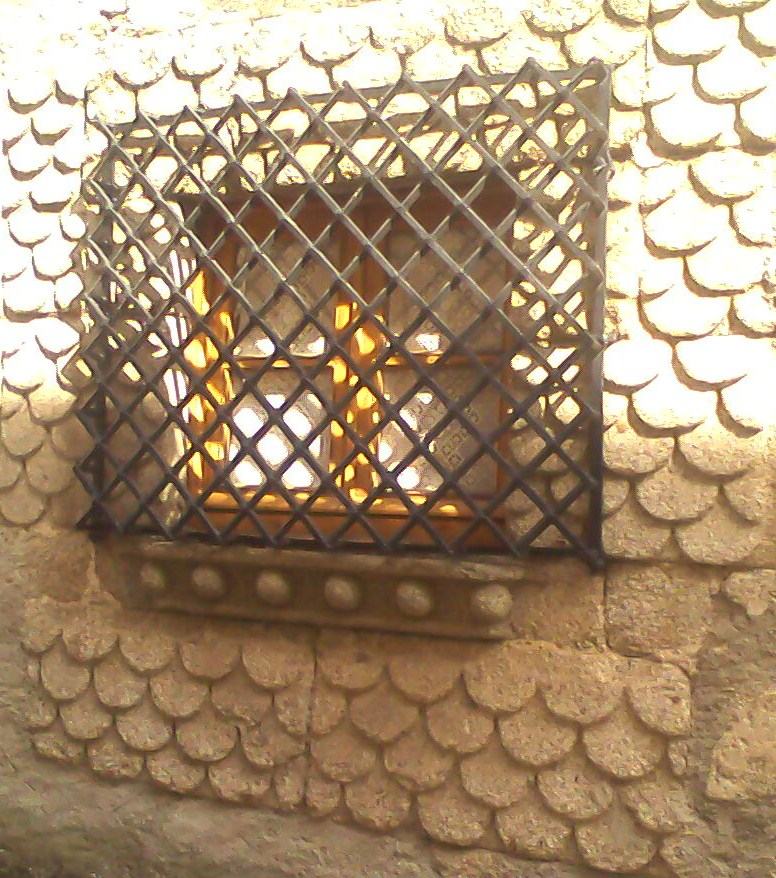
Detalle del Palacio del de los Rodríguez de Ledesma, Godínez, Fonseca

Varios son los palacios que conserva Ledesma de finales del siglo XV y principios del siglo XVI.
Palacio de Beltrán de la Cueva
Históricamente se destaca lo que se conoce como el Palacio de D. Beltrán de la Cueva, en la parte oriental de la plaza, solo se conserva su portada formada por un arco de entrada con las grandes dovelas y cuatro balcones superiores, sobre la puerta, bajo chambrana, se encuentran los escudos picados en la I República de Francisco de la Cueva, II duque de Alburquerque y conde de Ledesma, y de Francisca Álvarez de Toledo, hija de los primeros Duques de Alba.
Esta era una casona que el conde y sus descendientes tuvieron en la plaza Mayor para ver desde ella las corridas de toros, los autos sacramentales, las celebraciones religiosas que se realizaban en el gran escenario que era la plaza Mayor. Al lado izquierdo de la casa se encuentra el gran Arco de los Roderos, que comunica la plaza Mayor con la Alhóndiga, y al otro lado el palacio de los Roderos, edificio anexo a la propiedad del conde y que servía de sede a los roderos, encargados de recaudar los impuestos en el amplio condado de Ledesma. Su planta baja de sillería regular de buena labra posee dos grandes arcos con dovelas típicas de finales del siglo XV, el resto del edificio de dos plantas con balcones es de 1596.
Godínez, Rodríguez de Ledesma, Fonseca
En la calle Dr. Hernández Juan, a su bajada de la plaza Mayor, encontramos una casa de sillarejo con una puerta de medio punto con grandes dovelas y cuatro ventanas superiores, en el piso inferior, a la derecha de la puerta encontramos una ventana escamada y con las típicas bolas isabelinas, todo ello cubierto por una interesante reja cruzada. Campean encima de su portada los escudos de los Godínez, Rodríguez de Ledesma, Fonseca.
Antigua sede de la orden de Malta
En la misma calle del Dr. Hernández Juan, edificio de finales del siglo XV realizado en sillería con un gran arco con dovelas regulares y amplias y dos vanos en el piso de abajo y arriba tres balcones, uno de ellos bajo una curiosa chambrana.
Casa de las Almenas
Junto a esta casa está la llamada Casa de las Almenas, de los últimos años del siglo XV, es un bello edificio de planta rectangular con jardín y claustro posterior, en cuya portada de sillería y sillarejo encontramos un arco con los mencionados dovelones de la época de los Reyes Católicos, con dos vanos reformados a los lados y cuatro balcones superiores. Son cuatro los escudos que encontramos en la fachada de varias familias nobles de la época: Hidalgo, Rodríguez de Ledesma, Chaves, Velasco, Olivares... Terminó este Palacio siendo de Juan Hernández Saravia, natural y vecino de Ledesma, ministro de la Guerra en 1936 con el Gobierno de Azaña.
Palacio de los Rodríguez de Ledesma-los Dieces
Son muchos más los palacios de esta época, pero no es cuestión de referirlos todos, aunque se pueden citar el palacio de los Rodríguez de Ledesma-los Dieces, el de mercado, los de la plaza.
Otros edificios
Casonas de los siglos XVII Y XIX, a manos de hidalgos decadentes y la burguesía naciente. Son muchos las casonas de esta época, cabe destacar la casa de los Escudero, edificio realizado en el siglo XVII y cuya portada sobria actual es del siglo XIX y la casa de los Chaves, un edificio de enormes proporciones y con aspecto de fortaleza, realizado en el siglo XVII y donde aún campean los escudos de esta familia.
Alhóndiga
Se trata de un edificio de grandes dimensiones fundado por el Obispo de Útica, Pedro del Campo, natural de Ledesma, para el auxilio de pobres en 1580. El edificio actual como dice la inscripción del dintel data de 1605: «Syendo Duque de Alburquerque y Conde de ella Don Beltrán de la Cueba zede este en el corregidor de esta vylla Diego de Moreta Maldonado. Se acabó esta obra año de 1605». De planta rectangular con cinco arcos de medio punto que sustentaban un artesonado hoy inexistente, está realizado en sillarejo de gran tamaño, y solo es de buena labra su cornisa corrida y su bella portada, formada por una gran puerta rectangular formada por un dintel y unas jambas monolíticas rodeadas de piedras de sillería regulares y al lado de la que campean dos escudos de la villa de 1576.
Caño del Cerezo
Interesante fuente neoclásica de mediados del siglo XVIII realizada por el consistorio para el disfrute de los transeúntes de la finca El Cerezo. Realizada en granito, es una obra de gran verticalidad solo rota por los diferentes niveles de cornisas superpuestos y las volutas que coronan la obra. Posee en el centro varios escudos nobiliarios en piedra de Villamayor (Ulloa, Estrada, Cifuentes...), aunque lo que más destaca es que está coronada por los escudos de la Inquisición.

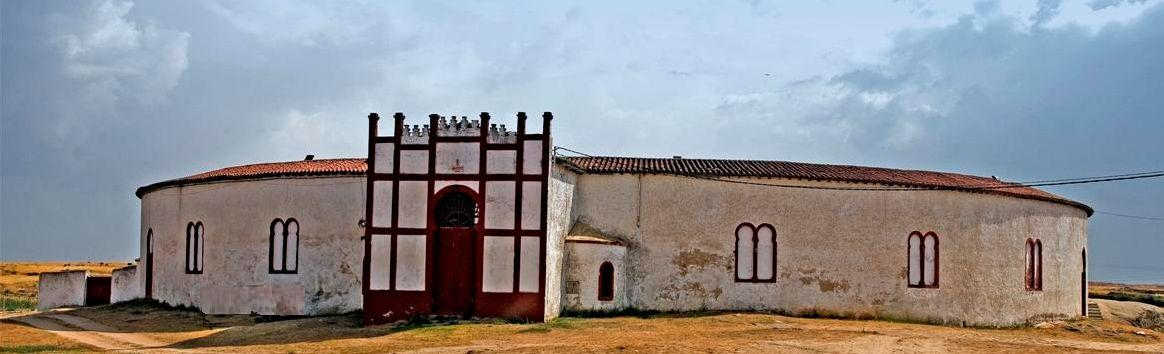
Plaza de toros
Su construcción se encuentra en el sur del municipio, en la zona de Peña Pajar. Se construyó entre 1914 y 1916 por el arquitecto Santiago Madrigal, en un estilo ecléctico en el que abunda el neomudéjar. Su capacidad es de 3500 personas y está realizada en su exterior de sillarejo de granito y por dentro por bancos corridos de piedra de buena sillería.

#### Religioso
Los monumentos religiosos albergan sin duda la mayor cantidad de patrimonio de la villa, ya en sus propios edificios como en las obras de arte de su interior.
A los inmuebles religiosos conservados hoy hemos de sumar la desaparición de al menos siete ermitas (San Juan, San Jorge, Santa Ana, San Blas, Los mártires, San Polo y Ntra. Sra. de la Cruz), un gran monasterio franciscano (San Nicolás) con su iglesia románica del siglo XII, los hospitales de San Juan y San Pablo y de San Bartolomé y San Esteban, y sobre todo la desaparición de tres iglesias históricas, aún vistas en pie por Gómez Moreno: la de San Pedro, con portada románica y relieves románicos y el resto fábrica del siglo XVI; San Martín, con restos de románico, pero muy reformada en los siglos posteriores, y Santiago, de estilo gótico, sede de la Cofradía de Hijosdalgo de Ledesma. A pesar de esto, el elenco de monumentos religiosos conservados aún hoy es muy importante y se consideran los de mayor atractivo turístico:
Iglesia de Santa María la Mayor (BIC 2002)

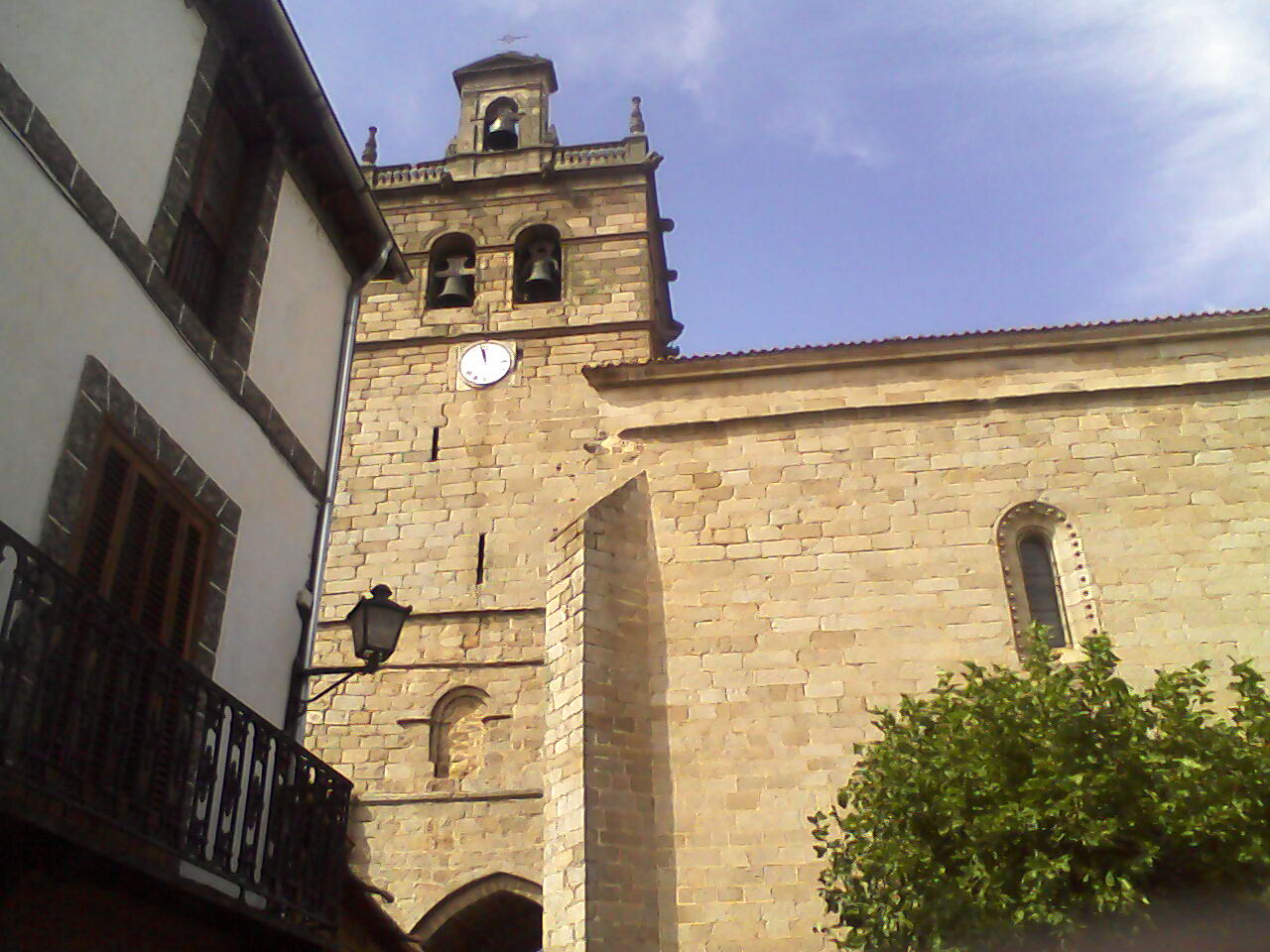
Torre de Santa María la Mayor (al). Estilos románico, gótico y herreriano

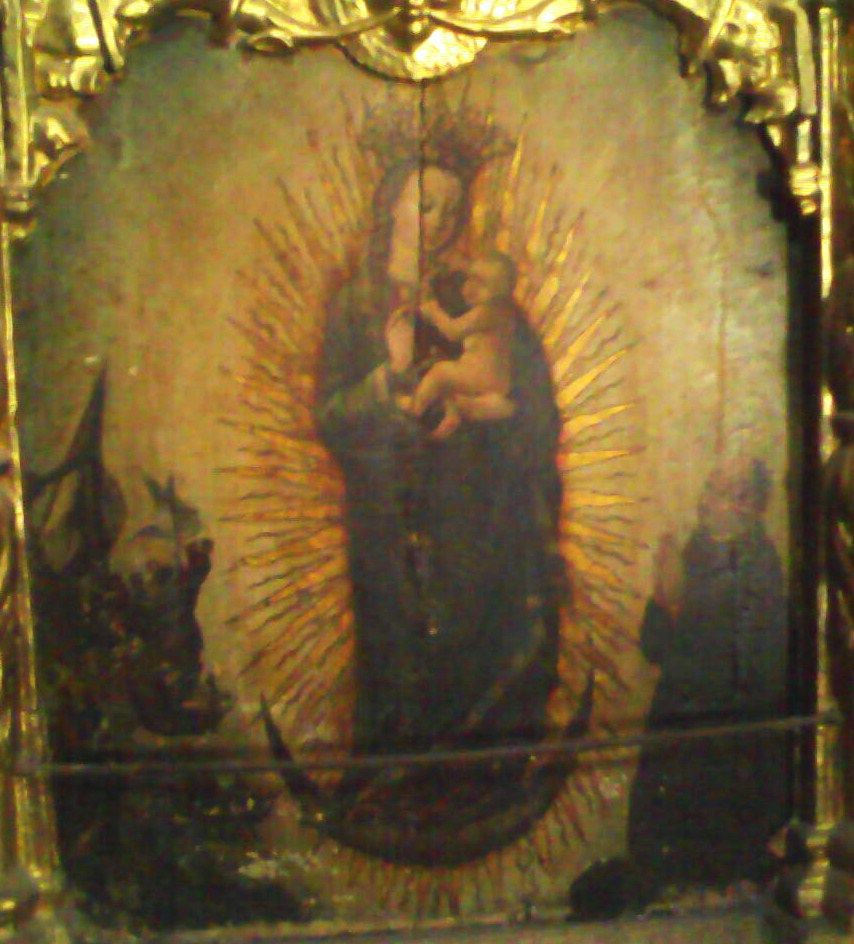
Virgen de la Pera o del Mar. Tabla hispanoflamenca. h. 1530. Anónimo

Es sin ninguna duda el edificio más sublime de todos con los que cuenta la villa, destacando por sus enormes dimensiones en piedra granítica. Comenzada
a construir en el último tercio del siglo XII en estilo románico final, de aquella época hoy solo se conserva el arco por el que trascurre la calle de los Curas en la parte baja de la torre.
La gran ampliación que se hace entre 1492 y 1500 se le encarga a Juan Gil de Hontañón el Viejo y consiste en la construcción de toda la nave de la iglesia hasta el arco triunfal que la separa de la capilla Mayor y el cuerpo medio de la torre, decorado con las típicas bolas isabelinas.
El estilo de esta obra está considerado como uno de los mayores exponentes del gótico hispano-flamenco por las bóvedas de crucería de «espina de pez» y el arriesgado arco escarzano del coro posterior. Es en 1556 cuando le encarga a Juan Gil de Hontañón, el Mozo la construcción de la parte más alta de la torre y el proyecto de la capilla Mayor, finalmente realizada por Pedro de Inestrosa y Pedro de Gamboa.
Destaca de este espacio la conjugación del último gótico con el renacimiento vigente, que se deja contemplar a través de las grandes columnas, los casetones laterales, pero sobre todo por la venera central, en forma de concha, tomada de las antiguas basílicas romanas. Son tres las capillas laterales con las que cuenta la iglesia hoy día: la de Juan de Herrera o de la Clerecía, realizada en 1535 con una fuerte estructura abovedada en el estilo de Gil de Hontañón desempeñó hasta hace 30 años la función de baptisterio, siendo hoy la depositaria del tesoro de la iglesia.
La capilla de Enrique de la Cueva fundada entre 1501 y 1510 y realizada por Juan Gil de Hontañón el Viejo con una cabecera hexagonal y toda cubierta por bóvedas de crucería góticas; pertenecía a Enrique de la Cueva por privilegio condal, por tratarse del antiguo recaudador del conde que se convirtió al cristianismo con el edicto de los RRCC; alberga hoy un retablo churrigueresco de finales del siglo XVII y varias imágenes de calidad así como los mejores lienzos de la iglesia desde los siglos XVI-XVIII.
La capilla de Gonzalo Rodríguez o de los Pobres, realizada en 1405 fue ampliada en 1620, cuando se dobla su capacidad y se aboveda; alberga varios sepulcros de bulto en las paredes laterales, así como las sepulturas de los pobres fallecidos en el Hospital de San José. La sacristía es obra de Juan Gil de Hontañón el Mozo y es de 1529; su planta es hexagonal y cubierta con arcos ojivales.
Sus paredes poseen 6 arcos que albergan las bellas cajoneras barrocas. Cuenta con una quincena de retablos que van desde un excelente retablo de tablas flamencas del siglo XVI, hasta el retablo mayor de enormes proporciones realizado entre 1752 y 1771 en estilo neoclásico. Son muchísimas más las imágenes que alberga, desde un crucificado del siglo XIV a una Inmaculada de Salvador Carmona o a imágenes de Ramón Micó, pasando por un Cristo articulado de 1550.
Destacan también las sepulturas de los nobles que alberga en su interior entre las que destacan las del Infante don Sancho, nieto de Alfonso X, o la Martín Díaz de Ledesma realizada por un discípulo de Juan Guas. Otro de los aspectos destacables de esta iglesia es su orfebrería, albergando multitud de piezas desde finales del siglo XV hasta el siglo XIX, destacando sobre todo la impresionante carroza del Corpus Christi de 1719 y realizada en oro y plata.
Iglesia de Santa Elena (BIC 1983)

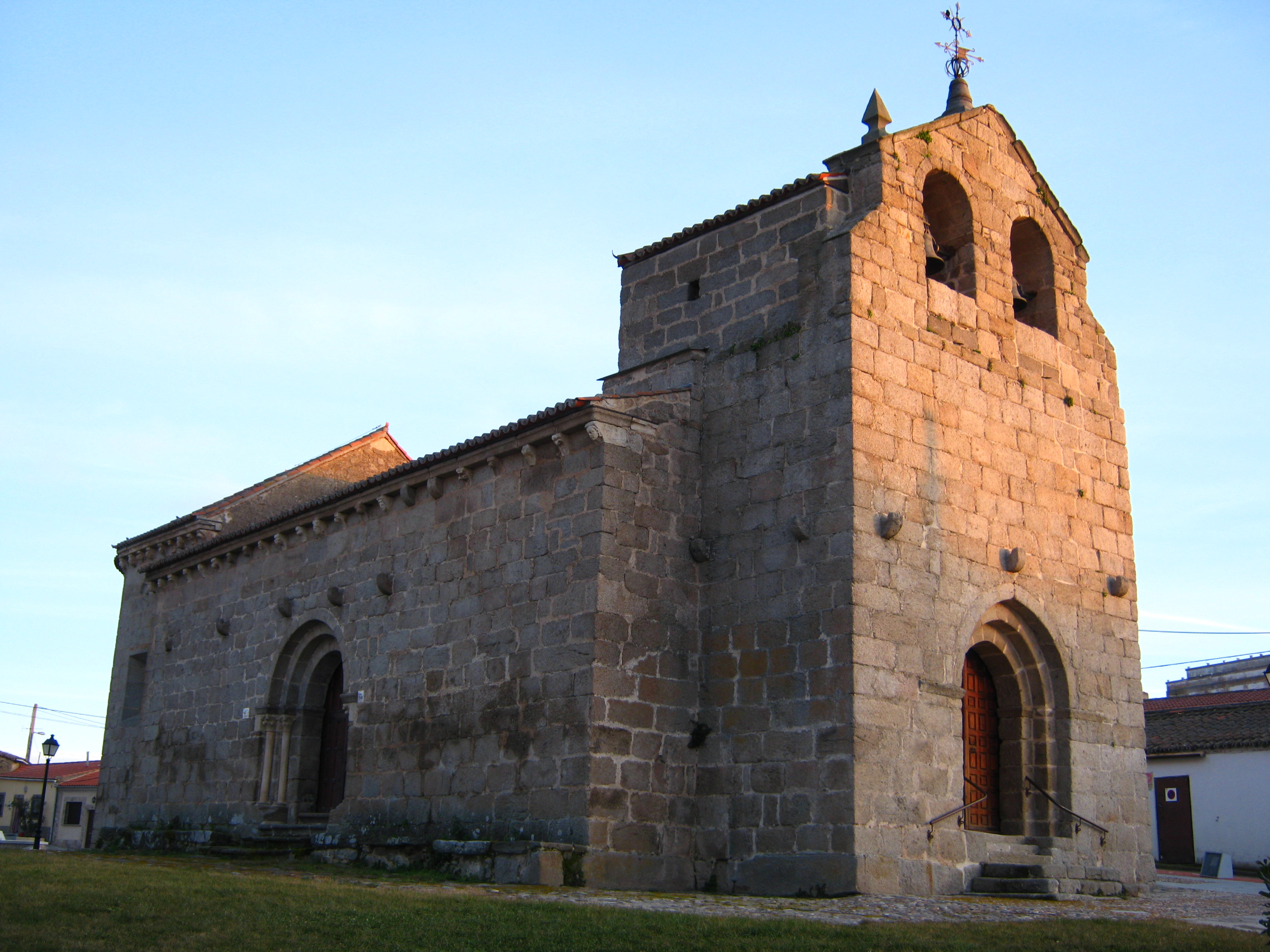
Iglesia de Santa Elena

Es la única iglesia que se ha conservado pura desde la época de la repoblación de finales del siglo XII aunque su construcción se debe alargar hasta el primer cuarto del siglo XIII. De una sola nave y planta de salón, realizada toda en piedra de sillería, con una capilla mayor abovedada con un ábside semicircular.
Posee dos puertas de acceso, al norte y al este, destacando la norte por la decoración de sus capiteles de influencia bizantina y sus arquivoltas. Lo más destacado de todo el templo es la decoración de sus canecillos exteriores, que nos muestran una gran colección de motivos florales, antropomórficos y mitológicos de finales del siglo XII. En su interior, cuenta con cuatro retablos, el mayor, de cascarón, cubre todo el ábside y es de mediados del siglo XVIII. En un pequeño retablo lateral se encuentra la impresionante talla de San Bartolomé de mediados del siglo XVI y de la escuela de Berruguete. Toda la iglesia ha sido restaurada en 2009 por la Fundación del Patrimonio de Castilla y León.
Iglesia de San Miguel

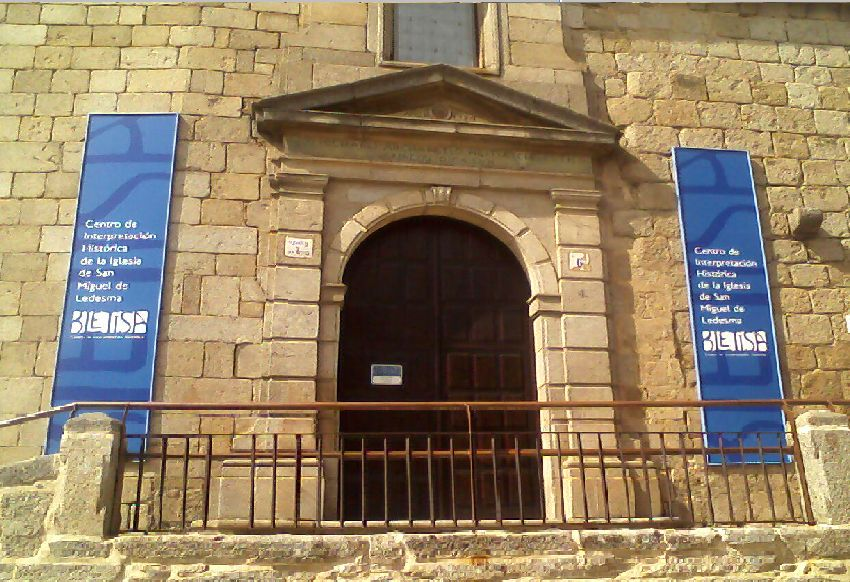
Portada neoclásica de la iglesia de San Miguel de Ledesma. 1782. Actual acceso al centro de interpretación

Construida enteramente en piedra de sillería, su fábrica original es del último tercio del siglo XII en estilo románico de aquella época solo conserva el hastial norte y un bello ábside semicircular, todo ello con modillones de nacela. Es en 1784 cuando, por encontrarse la iglesia en la zona del comercio intramuros se quiere aumentar su capacidad derruyendo parte de su fábrica románica y ampliándola hacia el este con una construcción neoclásica, de la que destacan su portada de sillares almohadillados y frontón y la bella espadaña de dos cuerpos. Su planta de salón está cubierta por un artesonado de madera, excepto en la capilla mayor y su única capilla lateral, cubiertas por bóvedas de yeso.
Destaca en su interior el retablo de madera de pino al natural realizado en 1767 por Miguel Martínez y el conjunto de frescos góticos. Rehabilitada totalmente en 2008 por la Junta de Castilla y León y por el Ayuntamiento de Ledesma, la iglesia acoge hoy el centro de interpretación histórico de Ledesma Bletisa, compuesta por reproducciones de piezas originales, paneles informativos e interactivos que recogen la historia de la villa.
Iglesia de San Pedro y San Fernando
Construida en 1857 con los restos de la iglesia de San Pedro y Santiago, conserva de éstas una espadaña del siglo XVII, un claustro exterior del siglo XVI, en el que está grabada la Salve y en su interior un retablo mayor del siglo XVIII en el que destaca la imponente imagen de San Pedro de finales del siglo XVII.
Alterada aún más su fábrica en la década de los 60 y 70 del siglo XX, se han perdido varios retablos procedentes de las iglesias desaparecidas. Es en esta fecha cuando se redescubren unas reliquias procedentes de la antigua iglesia de San Pedro: en una pequeña arca de piel se encuentran restos de tres esqueletos humanos y una inscripción: «Los gloriosos Ysacio, Josefo y Jacobo Pastores de Belén, que merecieron ver y adorar los primeros a Christo Dios y hombre nacido en el portal». Esto entronca con los restos venerados en la antigua capilla del Cristo de la Agonía de la desaparecida iglesia de San Pedro.
Ermita de la Virgen del Carmen
Pequeña ermita de planta rectangular, realizada en sillería su portada principal y de sillarejo el resto. Su fábrica original es de mediados del siglo XVI, como se deja sentir en su portada de sillería con un arco renacentista y su portal con columnas herrerianas.
En 1912 se decide ampliar la pequeña ermita y darle el doble de su capacidad, del arco toral de ladrillo que se observa en su interior hacia delante, y construir una sacristía anexa en su parte posterior. En el interior se cobija un pequeño retablo de mediados del siglo XVII, barroco, que cobija la imagen de vestir de la Virgen del Carmen, patrona de Ledesma, de finales del siglo XVI, y las de San Lázaro y Santa Bárbara de finales del siglo XVII.
Ermita de Nuestra Señora de la Concepción
En el antiguo solar de la iglesia de San Polo se levantó en 1841, reaprovechando parte del edificio anterior, una bella ermita de propiedad privada usada para enterramientos de la familia Hernández, hoy en propiedad de la familia López-Chaves. Realizada en sillería de buena labra, destaca su cabecera hexagonal y su bella espadaña de dos cuerpos. En su interior se alberga un retablo neogótico de escasa calidad con una imagen de la Inmaculada Concepción de finales del siglo XVIII.
Monasterio de San Salvador

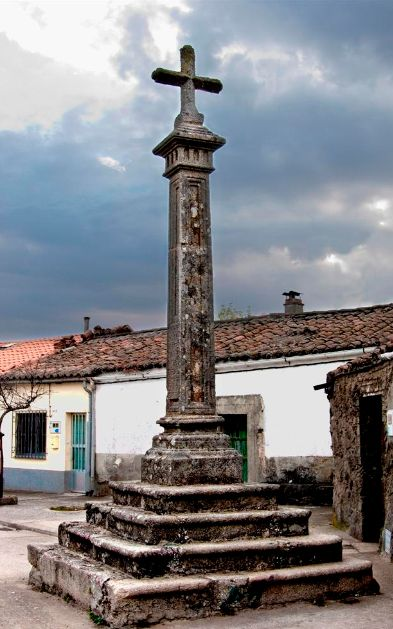
Crucero gótico del

El que hoy es casa de la comunidad carmelitana de Ledesma, fue hasta 1876 sede de las MM. Benedictinas. El origen del monasterio se pierde en el tiempo, pues el archivo del monasterio desaparece con las benedictinas.
Posiblemente una fundación del siglo XII, hoy alberga una gran iglesia con restos góticos, del siglo XIV, pero sobre todo reconstruida en el primer tercio del siglo XVII en estilo barroco, con sus yeserías y sus atrevidas cornisas. De planta de Salón, está toda cubierta por bóveda de yeso, y su cabecera está cubierta por un bello retablo realizado en piedra en estilo neoclásico en el último tercio del siglo XVIII. Destaca la colección de sus cuadros que arrancan en el siglo XVI con lienzos de Andrea Vaccara. El resto del edificio es un gran complejo de mucha capacidad, articulado en torno a dos claustros, uno moderno, y el otro de finales del siglo XVI, de dos niveles, el inferior con arcos carpaneles sustentados sobre columnas herrerianas y el superior sobre vigas de madera labradas.
Hospital de San José
Aunque el antiguo Hospital de la capilla de Gonzalo Rodríguez no estuviese en esta localización, en 1722 se le encarga a Joaquín de Churriguera la construcción de un nuevo edificio sufragado por el beneficiado de Santa María, Andrés Nieto de Porres.
El actual edificio, pues, es un buen ejemplo de la arquitectura civil del primer neoclásico: de planta rectangular articulado en torno a un claustro interior central sobre columnas, se desarrolla un bello edificio del que destaca su portada, con abundancia de la línea recta y la escasez de decoración, solo reservada a la portada flanqueada por pilastras y el grupo escultórico de tamaño natural de la Sagrada Familia que se encuentra sobre ésta. A uno y otro lado están los escudos de Rodríguez de Ledesma y Nieto.
Cruceros góticos y renacentistas
Son cinco los cruceros que aún hoy se conservan: el de los Mesones, el de Santa Elena, el de la ermita de la Concepción, el de las Monjas y el de la Colada de Fermoselle. Guardando similitudes entre sí, destacan sobre todo el de los Mesones y Santa Elena, enclavados sobre varios niveles de escaleras se encuentran sobre un fuste labrado coronado por bellas cruces que dejan sentir su estilo renacentista en su factura.

### Fiestas

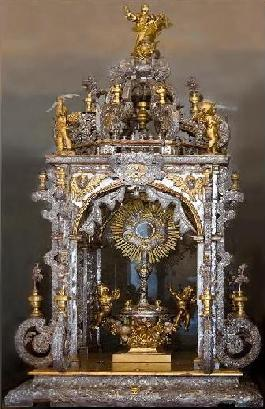
Andas del Corpus, Francisco de Ágreda, 1719

A pesar de una marcada presencia de locales hosteleros en la villa (más de 20 locales) que amenizan el día a día y sobre todo dotan de una gran oferta a los jóvenes para los fines de semana, son otras las fiestas tradicionales, las que se han hecho un hueco en la oferta regional.
- El inicio de la Navidad está marcado por las Calendas, una antigua tradición que consiste en repicar fuertemente las 6 campanas de Santa María la Mayor en la madrugada del 23 al 24 de diciembre y que antiguamente indicaba a los pastores y labriegos alejados del núcleo urbano de Ledesma que debían acercarse a la villa a gozar de la Navidad. Con el fin del ayuno impuesto por el Adviento, se degustaban mantecados y aguardiente. Aún se mantiene esa tradición en el que un grupo de jóvenes asciende a tocar las campanas mientras que el resto degusta en la plaza Mayor aguardiente y mantecados. El Año Nuevo es recibido con un gran ambiente festivo por todas las calles de Ledesma y en la víspera de Reyes la típica cabalgata hace ilusionarse a niños y mayores.
- En febrero, la fiesta de las Águedas hace que las mujeres de la villa sean las protagonistas indiscutibles de la sociedad ledesmina, y, en Carnavales, los quintos del año junto con los festivales de disfraces y el Play Back de Ledesma (uno de los más importantes de la comunidad autónoma) anteceden a la llegada de la Cuaresma.
- En Semana Santa, el tiempo del silencio y recogimiento cargado con el fervor cofrade inunda la Villa. Las celebraciones procesionales se abren el Domingo de Ramos con la procesión de la Borriquilla. El Lunes Santo, es el turno de Jesús en el Monte de los Olivos. El Jueves Santo, es el Jesús Flagelado; y el viernes con la tempranísima de Jesús Nazareno, la vespertina de la carrera -en la que salen todos los pasos procesionales de la parroquia de Ledesma- y la nocturna de La Soledad. El Sábado Santo todo permanece desierto hasta la gran Vigilia Pascual de Santa María la Mayor en la medianoche, que tendrá su eco en la procesión del Encuentro del Domingo de Resurrección. En esta época, también se realiza el Bolsín Taurino de Ledesma, en el que las jóvenes promesas del toreo se someten a sus primeros juicios y valoraciones de un jurado profesional.

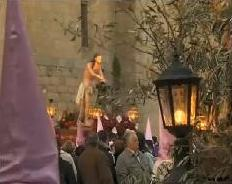
Procesión del Viernes Santo. Cofradía de Jesús Flagelado

- En el lunes y martes de Aguas, el lunes y martes posteriores a la Octava de Pascua, los ledesminos hacen platos típicos y se esparcen por los parajes campestres aledaños a Ledesma, especialmente por el Puente Mocho, para pasar el día en familia y amistad. Esta tradición es eco de la alegría que se producía por el fin del ayuno y abstinencia de la Cuaresma y sobre todo por la permisión de vuelta de las prostitutas, 50 días después de ser sacadas de la villa para velar por la abstinencia de los cristianos.
- En mayo, con la llegada de la primavera las festividades se suceden; desde el Jueves de la Ascensión en el que se rememora los antiguos mercados de ganado con muestras agropecuarias y con una de las mejores ferias agroalimentarias de Castilla y León en la zona de la Fortaleza y el Castillo, pasando por las comuniones de Pentecostés y la festividad de la Virgen de la Salud en el barrio de los Mesones.
- En junio llegan las fiestas grandes de Ledesma, el Corpus Christi. Las calles del Casco Antiguo se engalanan con bordados en los balcones y tomillo y romero por las calles; 7 días de fiestas ininterrumpidas que tienen su centro político en el Pregón del miércoles, su culmen religioso en la Misa y procesión con la carroza de plata y oro del Santísimo Sacramento de 1719 por las calles de la villa y su explosión popular en el viernes, sábado, domingo y lunes, en los que el protagonista indiscutible es el toro, basado en los espantos. Jinetes a caballo trasladan a los toros desde un paraje hasta la plaza de toros para su lidia, pero los jóvenes del pueblo tratan de impedirlo. Esto junto con las corridas de toros, los rejones, y las vaquillas configuran una de las más grandes fiestas taurinas de Castilla y León. Indudablemente, todas las noches están amenizadas por orquestas o grupos de música como Los Melocos, El Barrio, Chiquetete o Saurom.
- En julio y agosto, con la llegada de los ledesminos veraniegos, las actividades se suceden semana tras semana en un ambiente festivo y cultural y una gran oferta nocturna. Hay dos momentos fundamentales: el domingo después del 16 de julio se celebra la festividad de la Patrona de Ledesma Nuestra Señora del Carmen, subida desde la ermita hasta la iglesia de Santa María la Mayor para hacer su novenario y su fiesta mayor. El primer fin de semana de agosto es la festividad del minicorpus, las fiestas de verano, en las que se vuelve a retomar el ambiente taurino con los encierros de vaquillas y las corridas de toros.

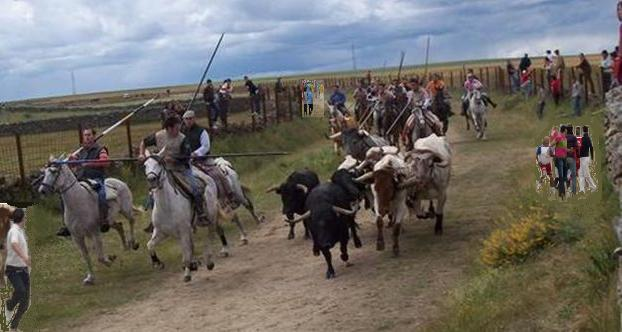
Desenjaule del Viernes de Corpus

- Septiembre se inicia con las ferias, recordatorio de las antiguas ferias de ganado, en las que de manera representativa se muestra lo más selecto de la maquinaria agrícola y ganadera del mercado y algunos de los mejores ejemplares de la dehesa charra. Así, como se realizan juegos infantiles, cabezudos...
- En octubre, con la llegada del frío, la única festividad se reserva a la Virgen del Pilar, con las celebraciones del Cuerpo de Guardia Civil y Correos de la villa.
- Noviembre se inicia con la festividad de Todos los Santos y la degustación de los dulces típicos, como los buñuelos de viento o huesos de santo.

### Gastronomía
Las rosquillas ledesminas son el producto estrella de la gastronomía de Ledesma, cuya fama ha rebasado los límites provinciales e incluso los regionales.
Entre los entrantes de su gastronomía destacan las patatas meneadas, el hornazo, las empanadas, el embutido y las ensaladas de maruja. Como plato principal destacan las diversas carnes, procedentes de la caza o de las diversas explotaciones ganaderas del municipio, como son la morucha, cabrito, lechazo, cerdo, pollo de corral, perdiz y el conejo. También destacan los productos de río como las sabrosas tencas.
De los postres, especial mención tienen sus afamadas rosquillas, sin que con ello se quite mérito a los bollos maimones, las perrunillas, las tortitas de chicharrones, los mantecados y el queso.
En la última década, y con el fin de potenciar la gastronomía del municipio, se ha organizado una feria dedicada a la gastronomía ledesmina y a sus diversos productos artesanos. Bajo la denominación de Mercado Franco, y en el entorno privilegiado de la Fortaleza y del Patio de Armas de Ledesma, se congregan diversos artesanos que muestran de esta forma sus productos a vecinos y visitantes.